# توکوگاوا ایه‌یاسو

نشان خاندان توکوگاوا

توکوگاوا ایه‌یاسو (به ژاپنی: 徳川 家康) (نام از ۲۵ سالگی تا آخر عمر)، ماتسودایرا تاکه‌چیو (هنگام تولد تا ۱۴ سالگی)، ماتسودایرا موتونوبو (از ۱۴ تا ۱۶ سالگی)، ماتسودایرا موتویاسو (از ۱۶ تا ۲۲ سالگی)، ماتسودایرا ایه‌یاسو (از ۲۲ تا ۲۵ سالگی) (۳۱ ژانویه ۱۵۴۳ – ۱ ژوئن ۱۶۱۶) بنیان‌گذار شوگون‌سالاری توکوگاوا در ژاپن و نخستین شوگون آن بود.
اواخر قرن شانزدهم میلادی کشور ژاپن بر اثر جنگ‌های داخلی میان قدرتمندان ایالتی، دایمیوها، تجزیه شده بود و آن‌ها برای کسب قدرت نهایی در حال نبرد با یکدیگر بودند. ژاپن در دورهٔ پایانی سنگوکو یعنی آزوچی–مومویاما از حدود سال‌های ۱۵۶۸ تا ۱۶۰۰ میلادی، توسط سه رهبر بزرگ متحد شد. در سال ۱۵۶۸ اودا نوبوناگا اولین شخصیت نامدار این گروه، با جنگ‌های متمادی علیه دایمیوهای رقیب، پایهٔ وحدت ملی را بنیان گذاشت. پس از خودکشی نوبوناگا در حادثه معبد هوننو در سال ۱۵۸۲، تویوتومی هیده‌یوشی شایسته‌ترین ژنرال ارتش وی، جانشین او شد و همان برنامهٔ مبارزه‌های نظامی را برای اتحاد و یکپارچگی ملی ادامه داد. با مرگ هیده‌یوشی در سال ۱۵۹۸، توکوگاوا ایه‌یاسو قدرت را به دست آورد. توکوگاوا تا ۱۸ سالگی، گروگان خاندان ایماگاوا بود. پس از نابودی خاندان ایماگاوا، ایه‌یاسو با اتحاد با نوبوناگا و با به کارگیری نیروی نظامی و پیروزی در جنگ‌ها به گسترش قلمروی خود پرداخت. در سال ۱۶۰۰ ایه‌یاسو توانست با پیروزی در نبرد سکیگاهارا، که بزرگترین نبرد در طول تاریخ ژاپن بود، به برتری مطلق در مقابل مهم‌ترین رقیب خود، ایشیدا میتسوناری، برسد.
پس از نبرد سکیگاهارا، توکوگاوا ایه‌یاسو عملاً سرتاسر ژاپن را متحد و یکپارچه کرد و با به انقیاد درآوردن همهٔ عناصر مستقل و خودمختار پس از گذشت سه قرن، اولین فرمانروای ژاپن متحد و یکپارچه شد. او در سال ۱۶۰۳ و در سن ۶۰ سالگی مقام شوگون را از امپراتور ژاپن دریافت کرد. حکومت شوگون‌سالاری توکوگاوا که وی بنیان گذاشت، برای مدت ۲۵۰ سال از سال ۱۶۰۳ میلادی تا ۱۸۶۸، یعنی دوران اصلاحات میجی، کنترل ژاپن را در دست داشت. وی دربار سلطنتی امپراتور ژاپن را بدون هیچ قدرتی در کیوتو باقی گذاشت و دولت نظامی خویش را در شهر ادو (توکیوی امروزی) تأسیس کرد. ایه‌یاسو تا سال ۱۶۰۵ به عنوان شوگون حکومت کرد و پس از آن این مقام را به پسر خود واگذار کرد. با این‌همه تا آخر عمر خود در ۱۶۱۶ در صحنه سیاست باقی ماند. وی در زمانی که تمام مخالفان دیگر را سرکوب کرده بود، برای تکمیل وحدت ژاپن در سال ۱۶۱۵ به قلعه اوساکا حمله کرد و آخرین تهدید برای حکومت خود یعنی تویوتومی هیده‌یوری، فرزند و جانشین مشروع هیده‌یوشی، را مجبور به تسلیم شدن کرد. ایه‌یاسو علاقهٔ شدیدی به آموزش و مطالعه داشت. خاکستر ایه‌یاسو پس از مرگ در معبد نیکو توشو دفن شد.

## وضعیت زمانه

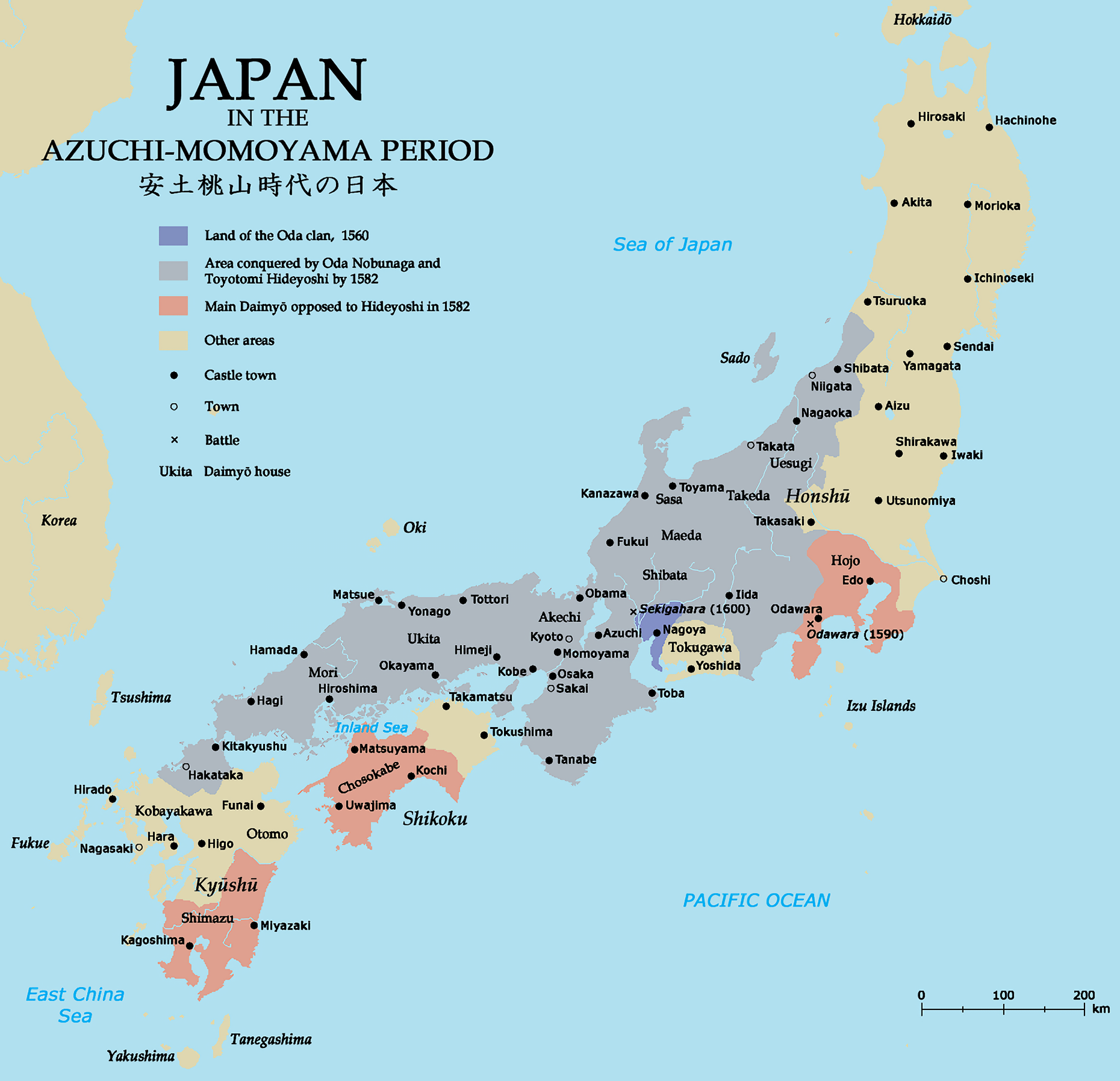
قلمروی اودا نوبوناگا در ابتدای دوره آزوچی–مومویاما (سال ۱۵۶۰) با رنگ بنفش و مناطق حکمرانی اودا نوبوناگا و تویوتومی هیده‌یوشی در میانه دوره (سال ۱۵۸۲) با رنگ خاکستری نشان داده شده‌است. مناطق مخالف با رنگ قرمز و دیگر مناطق باقی‌مانده با رنگ نخودی نشان داده شده‌است.

دوره سنگوکو (۱۵۶۸–۱۴۶۷ میلادی) یا دوره جنگ‌های داخلی ژاپن از میانه‌های قرن پانزدهم تا آغاز قرن هفدهم به درازا کشید. در این دوره گکوکوجو (از لحاظ لغوی به معنای براندازی و فراتر رفتن از مافوق) رواج یافت و کسانی که از نظر مقام اجتماعی فرودست بوده اما در جنگیدن مهارت داشتند، با پیروزی در نبردها، موفق به در دست گرفتن قدرت در یک منطقه شدند. بدین ترتیب بسیاری از شوگو‌ها یا فرمانداران محلی برانداخته شده و جای خود را به دایمیوهای پرقدرت دورهٔ سنگوکو (امیران محلی) دادند. دایمیوهای سنگوکو هرکدام با برپایی جنگ‌ها، تلاش می‌کردند وسعت منطقه تحت نفوذ خود را افزایش دهند. هدف نهایی آن‌ها یکپارچه کردن ژاپن، براندازی شوگون‌سالاری آشیکاگا و نشستن برجای این خاندان بود. دورهٔ پایانی سنگوکو، آزوچی–مومویاما (۱۵۶۸ تا ۱۶۰۰ میلادی) نامیده می‌شود. در این دوره پایهٔ وحدت ملی در ژاپن بنیان گذاشته شد. ابتدا اودا نوبوناگا کوشید تا از لحاظ سیاسی کشور را یکپارچه کند و بر یک‌سوم کشور تسلط یافت. سپس جانشین او تویوتومی هیده‌یوشی زبده‌ترین ژنرال ارتش وی، به آرزوی او جامهٔ عمل پوشاند و تمام کشور را متحد کرد. عنوان دوره آزوچی–مومویاما از نام قلعه‌های آزوچی (متعلق به اودا نوبوناگا)، و مومویاما (نام دیگر قلعه فوشیمی) (متعلق به تویوتومی هیده‌یوشی) گرفته شده‌است.

## پیشینهٔ خانوادگی

ولایت میکاوا با رنگ تیره نشان داده شده است.

ماتسودایرا کیویاسو (۱۵۳۶ – ۱۵۱۱) پدربزرگ ایه‌یاسو، دایمیوی ولایت کوچک میکاوا (بخشی از استان آیچی کنونی) بود. او در یک نزاع خانوادگی به دست پسر برادرش کشته شد. پسر بزرگ او ماتسودایرا هیروتادا (پدر ایه‌یاسو) (۱۵۴۹ – ۱۵۲۶) در آن زمان ده سال داشت. هیروتادا که جایگاه خود را از دست داده بود و جانش را در خطر می‌دید، همراه با خدمتگزار وفادار پدرش، نزد دایمیوی پرقدرت شرق ژاپن، یعنی ایماگاوا یوشیموتو، رفت و از او پناه خواست. ایماگاوا یوشیموتو او را پذیرفت و در یکی از قلعه‌های خود مسکن داد. پس از گذشت دو سال، طرفداران هیروتادا در پی شورشی توانستند طرفداران عموی او را شکست بدهند و پدر ایه‌یاسو در سن دوازده سالگی به عنوان ارباب به ولایت میکاوا برگشت. او در عوضِ کمکی که از خاندان ایماگاوا گرفته بود، پیمان وفاداری و اطاعت با این خاندان بست و همچنین مجبور شد بسیاری از زمین‌های خود را به آن‌ها واگذار کند.
ماتسودایرا هیروتادا، در سن ۱۶ سالگی با اودای-نو-کاتا، که دختر یک ارباب محلی سامورایی به نام میزونو تاداماسا بود، ازدواج کرد. اودای-نو-کاتا در هنگام ازدواج ۱۴ سال داشت. پدر اودای-نو-کاتا نیز مانند پدر ایه‌یاسو از خاندان ایماگاوا پیروی و اطاعت می‌کرد.

## سال‌های ابتدایی (۱۵۴۲–۱۵۵۸)
توکوگاوا ایه‌یاسو در قلعه اوکازاکی در ولایت میکاوا و در روز ۲۶ دوازدهمین ماه سال یازده دوره تنبون (تقویم ژاپنی) برابر با سی و یکم ژانویه ۱۵۴۳ میلادی به دنیا آمد و «ماتسودایرا تاکه‌چیو» نام گرفت. سه سال بعد پدر بزرگ مادری او درگذشت و برادر بزرگ مادر او، رهبری خاندان مادری او را به عهده گرفت. او برعکس پدرش طرفدار خاندان اودا بود. پدر ایه‌یاسو که تا این زمان همواره مطیع خاندان ایماگاوا بود، از اینکه همسرش اودای-نو-کاتا، به خاندانی تعلق داشته باشد که با خاندان ایماگاوا رابطهٔ خصمانه دارند، به واهمه افتاد و به‌سرعت همسر خود را طلاق داده و اودای-نو-کاتا را به خانه پدری خود فرستاد. پس از آن این زوج هیچ‌وقت با یکدیگر زندگی نکردند. آن‌ها هر دو با اشخاص دیگری ازدواج کردند و صاحب فرزندانی شدند.

### به عنوان گروگان خاندان اودا
پدر ایه‌یاسو، هیروتادا، پس از طلاق دادن همسر اولش با دختر یکی از ملاک‌های ولایت خود تودا یاسومیتسو ازدواج کرد. با گذشت زمان برخی از اعضای خاندان ماتسودایرا بیش از قبل به سمت خاندان اودا متمایل شدند، اما پدر ایه‌یاسو، هیروتادا، برخلاف عمو و برخی از اعضای خانواده‌اش، همچنان به خاندان ایماگاوا تمایل داشت. در سال ۱۵۴۷، زمانی که ایه‌یاسو تنها ۶ سال داشت، هیروتادا تصمیم گرفت برای جلب اعتماد بیشتر خاندان ایماگاوا، ایه‌یاسو را به عنوان گروگان به شهر سونپو (شیزوئوکای کنونی) بفرستد. در مسیر رسیدن به سونپو، ایه‌یاسو و همراهانش باید از شهر پدرزن جدید هیروتادا، تودا یاسومیتسو می‌گذشتند. او به آن‌ها پیشنهاد کرد به جای پیمودن مسیر از راهِ خطرناک زمینی، با قایقی که او در اختیارشان قرار می‌داد و از طریق دریا به مقصد برسند. در واقع تودا یاسومیتسو به قصد ربودن ایه‌یاسو آن‌ها را فریب داده و قایق طبق نقشهٔ قبلی در ولایت اُواری که متعلق به خاندان اودا بود، پهلو گرفت. بدین ترتیب ایه‌یاسو به دست خاندان اودا گروگان گرفته شد. اودا نوبوهیده (رهبر شاخه «دانجو نو جو» خاندان اودا)، پدر ایه‌یاسو را به قتل فرزندش تهدید کرد، مگر اینکه او تمام روابط خود را با خاندان ایماگاوا قطع کند. هیروتادا نیز با اصرار بر اتحاد خود با خاندان ایماگاوا، به نوبوهیده پاسخ داد که قربانی شدن فرزندش تأثیری در پیوند او با خاندان ایماگاوا نخواهد داشت. با این‌همه چون نوبوهیده کشتن ایه‌یاسو را برای منافع خود بی‌فایده دید، به او آسیبی نرساند.

### به عنوان گروگان خاندان ایماگاوا
سه سال بعد در سال ۱۵۴۹، پدر ایه‌یاسو هنگامی که وی ۸ ساله بود به دست یکی از خدمهٔ خود و به دلایل نامعلومی کشته شد. ایماگاوا یوشیموتو که فهمید ولایت میکاوا بدون ارباب مانده، بدون خونریزی آنجا را تصرف کرده و این ولایت را ضمیمهٔ املاک خاندان ایماگاوا کرد. علاوه بر آن، یوشیموتو لشکری فراهم آورده و به ولایت اُواری حمله کرد. او قلعه‌ای که اودا نوبوهیرو (بزرگ‌ترین فرزند نوبوهیده) در آن زندگی می‌کرد را محاصره کرده و سرانجام نوبوهیرو را به اسارت درآورد. پس از آن قرار صلحی بین طرفین گذاشته شد. یکی از شرایط قرارداد مبادلهٔ ایه‌یاسو با اودا نوبوهیرو بود. بنابراین ایه‌یاسو به عنوان گروگان به سونپو فرستاده شد. در طی سال‌های اسارت چندین خدمه که همراه با او از ولایت میکاوا آمده بودند، از جمله توری موتوتادا، آمانو یاسوکاگه، ساکاکی‌بارا یاسوماسا، ایشیکاوا کازوماسا و هیراایوا چیکایوشی همواره در اطراف و در خدمت او بودند. با این وجود ایه‌یاسو از تحقیر و آزار برخی از اعضای خاندان ایماگاوا در امان نبود و چاره‌ای جز صبر و تحمل نداشت. در این ایام سخت کسی که با مهربانی به آموزش و پرورش او پرداخت، عموی ایماگاوا یوشیموتو به نام سسای تایگن بود. سسای تایگن راهبی بزرگ بود و نسبت به ایه‌یاسو احساس دلسوزی داشت. او در عین حال به عنوان متخصص، مشاور تاکتیک جنگی و فرمانده در خدمت برادرزاده‌اش یوشیموتو بود.

### نخستین ازدواج

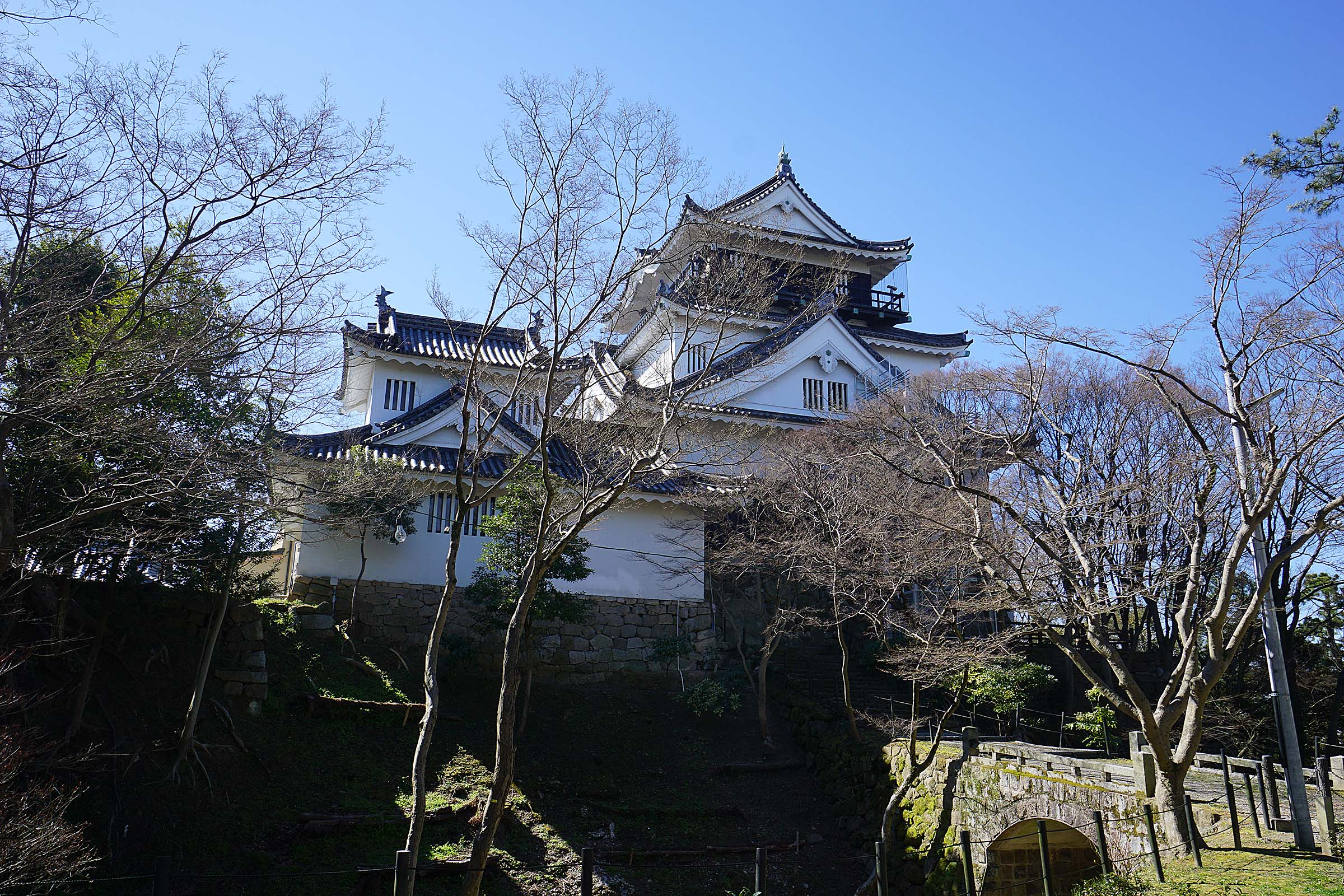
قلعه اوکازاکی در ولایت میکاوا محل اقامت رهبر خاندان ماتسودایرا

ایه‌یاسو در سال ۱۵۵۵ و طبق رسوم آن زمان در سن ۱۴ سالگی مراسم بزرگسالی را برگزار کرد و نامش را از «ماتسودایرا تاکه‌چیو» به «ماتسودایرا جیرو سابورو موتونوبو» تغییر داد سپس برای اولین بار پس از گروگان گرفته شدن اجازه یافت مدتی کوتاه به میکاوا (محل تولدش) برود. دو سال بعد در سن ۱۶ سالگی با اولین همسرش، تسوکی‌یاما-دونو از خاندان ای، ازدواج کرد. این ازدواج به وسیلهٔ ایماگاوا یوشیموتو که برادرخواندهٔ مادرِ تسوکی‌یاما-دونو بود، به منظور تحکیم روابط بین خاندان ایماگاوا و خاندان ماتسودایرا ترتیب داده شده بود. پس از ازدواج، به یاد و احترام پدربزرگش ماتسودایرا کیویاسو، نام کوچک خود را به «موتویاسو» تغییر داد. به این ترتیب قسمت اول نام خود «موتو» (元) را از نام «یوشی‌موتو» و قسمت دوم نام کوچکش «یاسو» (康) به «معنای صلح و آرامش» را از نام پدربزرگش «کیویاسو» اقتباس کرده و بدین صورت تعلق خود را نسبت به دو خاندان نشان داد. دو سال بعد از ازدواج، اولین پسرش بنام ماتسودایرا نوبویاسو متولد شد و سال بعد از آن دخترش به نام کامه هیمه به دنیا آمد.

## به سوی قدرت ۱۵۶۸–۱۵۵۸

### نخستین نبردها در برابر اودا نوبوناگا

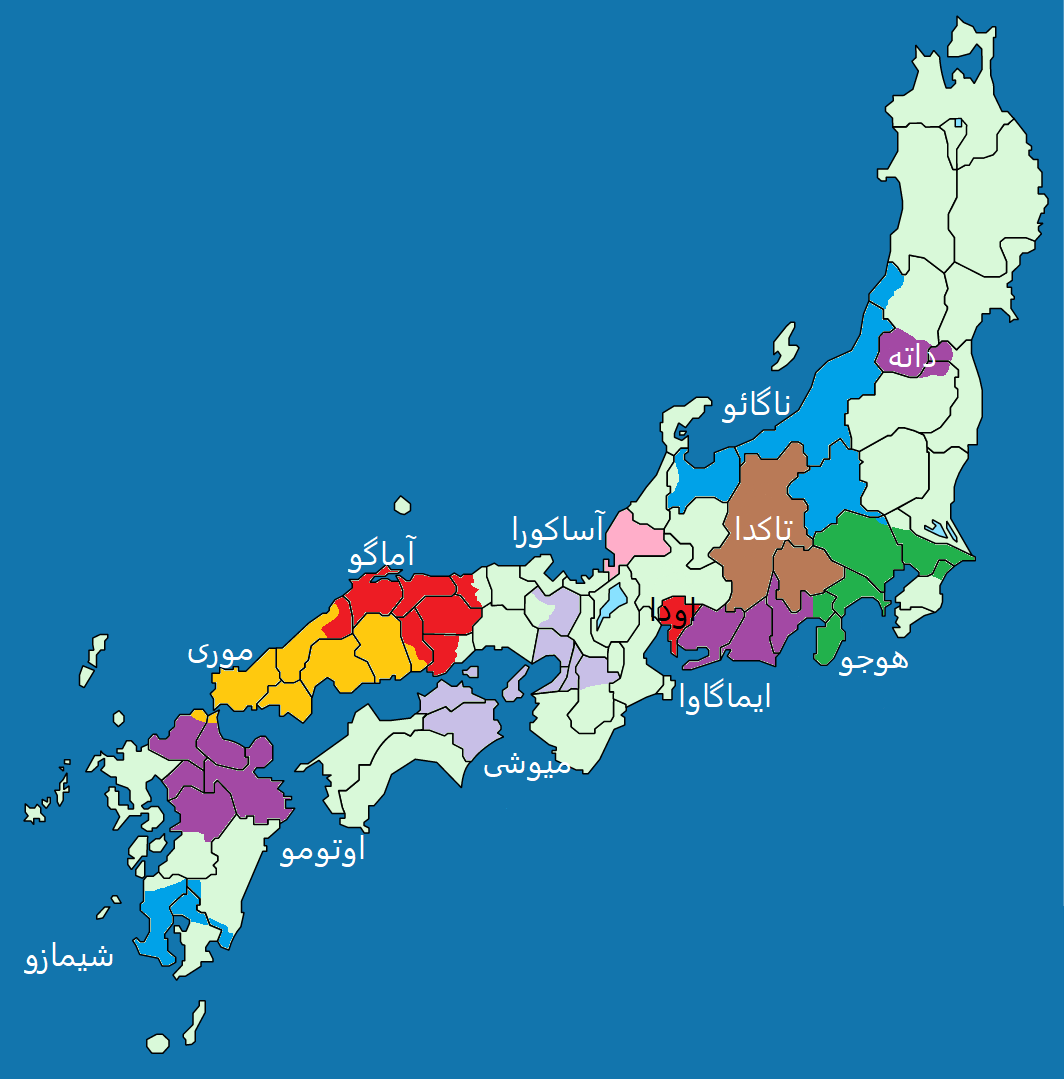
نقشه ژاپن در ۱۵۶۰ (نبرد اوکه‌هازاما) بنفش کمرنگ
- میوشی ناگایوشی قهوه‌ای: تاکدا شینگن آبی (شرق): اوئسوگی کنشین بنفش (مرکز): ایماگاوا یوشیموتو (از راست به چپ شامل سه ولایت سوروگا، توتومی و میکاوا) سبز: هوجو اوجییاسو صورتی: آساکورا یوشیکاگه قرمز (غرب): آماگو هاروهیسا زرد: موری موتوناری بنفش (غرب): اوتومو سورین آبی (غرب): شیمازو تاکاهیسا بنفش (شرق): داته هارومونه قرمز (مرکز): اودا نوبوناگا (ولایت اواری)

در زمان اشغال میکاوا توسط خاندان ایماگاوا، از اهالی این ولایت معمولاً به عنوان سرباز در جبههٔ اول جنگ‌ها یا به عنوان سپر انسانی استفاده می‌شد. در سال ۱۵۵۱ رهبری خاندان اودا به اودا نوبوناگا رسید. در سال ۱۵۵۸ ایه‌یاسو که به‌طور اجباری به خدمت ایماگاوا یوشیموتو درآمده بود، اولین نبردش را با نیروهای اودا نوبوناگا در محاصره ترابه تجربه کرد. سپس در محاصره مارونه (۱۵۶۰) شرکت کرد. با وجود جوانی، مهارت و تکنیک جنگی او در این دو نبرد موجب شگفتی مردم شد.
نبرد اوکه‌هازاما (۱۵۶۰) آخرین نبرد بین نیروهای اودا نوبوناگا و ایماگاوا یوشیموتو بود. در این سال ایماگاوا یوشیموتو به قصد تصرف کیوتو و با رهبری حدود ۲۵٬۰۰۰ سرباز به ولایت اُواری وارد شد. سپاه ایماگاوا پس از تصرف دو قلعه در محلی در نزدیکی شهر ناگویا، در حال استراحت و نوشیدن ساکی به مناسبت پیروزی‌شان بودند که ناگهان در میان باران شدید، اودا نوبوناگا با سپاهی حدود ۳۰۰۰ نفر به آن‌ها حمله کرد. ایماگاوا که غافلگیر شده بود، به دست یکی از سپاهیان نوبوناگا کشته شد. پس از این پیروزی بود که آوازهٔ اودا نوبوناگا در سراسر ژاپن پیچید.

### پایان دوران گروگان بودن
با مرگ یوشیموتو، ایه‌یاسو پس از گذشت ۱۳ سال و در سن ۱۸ سالگی، آزاد شد. او بی‌درنگ به محل تولدش قلعه اوکازاکی در ولایت میکاوا بازگشت. در مدت غیبت او تقریباً تمامی اراضی ولایت میکاوا، از طرف غرب توسط خاندان اودا و از طرف شرق به‌دست خاندان ایماگاوا تصرف شده بود. ایه‌یاسو که نمی‌توانست همزمان با هر دوی آن‌ها بجنگد، ابتدا به بهانهٔ گرفتن انتقام کشته‌شدن یوشیموتو ایماگاوا، یکی یکی قلعه‌های تحت اختیار خاندان اودا در ولایتش را تصرف کرد. پس از مدتی مشخص شد که پسر و جانشین یوشیموتو، ایماگاوا اوجیزانه، فردی ضعیف و فاقد توانایی‌های پدرش است. ایه‌یاسو نیز که وانمود می‌کرد از خاندان ایماگاوا پیروی می‌کند، ناگهان تغییر جهت داده و بدون واهمه شروع به تصرف تمامی قلعه‌هایی کرد که خاندان ایماگاوا در ولایت میکاوا داشتند. به این ترتیب او توانست ولایت میکاوا را بازپس بگیرد.

### دایمیویولایت میکاوا
ایه‌یاسو که خاندان ایماگاوا را در حال افول می‌دید، تصمیم گرفت با اودا نوبوناگا متحد شود. او در سال ۱۵۶۲ به محل اقامت اودا نوبوناگا در قلعه کیوسو رفت و با او قرارداد وحدتی به نام «اتحاد کیوسو» امضا کرد. در این زمان همسر اصلی او تسوکی‌یاما-دونو و دو فرزندش تحت نظر خاندان ایماگاوا در سونپو بودند. ایه‌یاسو توانست در محاصره قلعه کامینوگو این قلعه را تصرف کند. همسر فرماندار این قلعه خواهر یوشیموتو ایماگاوا بود. ایه‌یاسو دو پسر فرماندار کامینوگو را به اسارت گرفت و بدین ترتیب توانست همسر و فرزندانش را با دو خواهرزادهٔ یوشیموتو ایماگاوا مبادله کند.

### مقابله با شورش
در سال ۱۵۶۳ هواداران فرقهٔ بودایی ایکو-شو (این فرقه بعدها به نام شین بودیسم تغییر نام داد) در ولایت میکاوا دست به شورشی زدند که به نام میکاوا-ایکو-ایکی نامیده می‌شود. در سال ۱۵۶۴ و پس از گذشت شش ماه، ایه‌یاسو توانست با تنظیم قرارداد صلحی به این شورش پایان دهد.
سال ۱۵۶۶ او دوباره نامش را تغییر داد و نام خانوادگی جدید «توکوگاوا» و نام کوچک «ایه‌یاسو» را برگزید. در سال ۱۵۶۷ برای تحکیم اتحاد سیاسی بین دو خاندان، پسر ایه‌یاسو، نوبویاسو با دختر اودا نوبوناگا، توکوهیمه در حالی که هر دو تنها ۹ سال داشتند، ازدواج کردند.

## به سوی سلطه بر ژاپن (۱۵۸۴-۱۵۶۸)

نقشهٔ ژاپن و مناطق حکمرانی دایمیوهای ژاپن در سال ۱۵۷۰ میلادی، در زمان نبرد آنه‌گاوا
- قلمروی خاندان هوجو (توکیو امروزی)
- قلمروی خاندان تاکدا (استان یاماناشی امروزی)
- قلمروی خاندان اوئسوگی (استان نیگاتا امروزی)
- قلمروی خاندان آساکورا (استان فوکوئی امروزی)
- قلمروی خاندان آزای (استان شیگا امروزی)
- قلمروی خاندان اودا (پایتخت آن دوران کیوتو را دربرگرفته‌است)
- قلمروی خاندان توکوگاوا (از راست به چپ شامل دو ولایت توتومی و میکاوا امروزه قسمتی از استان آیچی و استان شیزوئوکا)

در سال ۱۵۶۸، آشی‌کاگا یوشی‌آکی برادر شوگون سیزدهم، آشی‌کاگا یوشی‌ترو (زمان حکمرانی ۱۵۶۵–۱۵۴۶)، نزد نوبوناگا رفت و درخواست کرد که به کیوتو لشکرکشی کند. یوشی‌آکی با کمک نوبوناگا قصد داشت انتقام خون برادرش را از قاتلان او و همچنین جانشین او شوگون چهاردهم بگیرد. نوبوناگا توافق کرد که یوشی‌آکی را به عنوان شوگون جدید منصوب کند با این قصد که از این فرصت برای ورود به پایتخت آن زمان کیوتو، استفاده کند. او پس از ورود به کیوتو، یوشی‌آکی را به مقام شوگونی رساند (شوگون پانزدهم)، اما بعد از مدتی دریافت که یوشی‌آکی قصد برانداختن او را دارد.

### گسترش قلمرو
خاندان ایماگاوا بر ولایت توتومی و ولایت سوروگا تسلط داشتند. در سال ۱۵۶۸ تاکدا شینگن رهبر خاندان تاکدا و ایه‌یاسو پیمان اتحادی بستند که هدفشان تسخیر قلمرو ایماگاوا و سپس تقسیم این قلمرو بین خودشان بود. نیروهای ایه‌یاسو ولایت توتومی را تصرف کردند. این درحالی بود که نیروهای شینگن پیش از آن ولایت سوروگا (که شامل پایتخت ایماگاوا یعنی سونپو بود) را اشغال کرده بودند. ایماگاوا اوجیزانه توانسته بود قبل از حمله از محل بگریزد و در قلعه‌ای پناه گیرد. این قلعه چندین ماه در مقابل حملات ایه‌یاسو مقاومت کرد، ولی سرانجام سقوط کرده و اوجیزانه به اسارت ایه‌یاسو درآمد. ایه‌یاسو که سال‌ها گروگان خاندان ایماگاوا بود، از کشتن او صرف‌نظر کرد و او را به خاندان هوجو که از اقوام اوجیزانه بودند، تحویل داد. در سال ۱۵۶۸ در مورد تقسیم قدرت در ولایت‌های تازه متصرف شده توتومی و سوروگا مابین شینگن و ایه‌یاسو.نوبوناگا اختلاف بروز کرد و رابطه شینگن با این دو رو به تیرگی گذاشت.
در سال ۱۵۷۰ ایه‌یاسو قلعهٔ جدید و مستحکمی در ولایت تازه تصاحب‌شدهٔ توتومی (استان شیزوئوکا، شهر هاماماتسو کنونی) به نام هاماماتسو ساخت. او همسر اصلی و پسر ارشدش را در قلعه اوکازاکی باقی گذاشته و خود به قلعهٔ هاماماتسو نقل مکان کرد.

### نبرد با خاندان آساکورا و آزای
نوبوناگا با به عقد درآوردن خواهرش اوایچی با آزای ناگاماسا (دایمیوی ولایت اومی) با این ولایت روابط سیاسی برقرار کرده بود. شوگون پانزدهم آشیکاگا یوشی‌آکی با نامه‌نگاری به دایمیوها از آن‌ها درخواست برانداختن نوبوناگا را داشت. آساکورا یوشیکاگه دایمیوی ولایت اچیزن به این درخواست پاسخ مثبت داده بود، به همین جهت در تابستان سال ۱۵۷۰ مورد حملهٔ سپاه مشترک ایه‌یاسو و نوبوناگا قرار گرفت. از طرف دیگر خاندان آزای با خاندان آساکورا از قدیم روابطی عمیق داشتند و با هم پیمان بسته بودند. از این رو پس از این حمله، ناگاماسا، با وجودی که همسر خواهر نوبوناگا شده بود، برای اولین بار در نبرد آنه‌گاوا در مقابل نوبوناگا قرار گرفت و به یاری خاندان آساکورا شتافت. نوبوناگا با کمک‌های مؤثر ایه‌یاسو، توانست هر دو خاندان را شکست دهد. پس از این نبرد بود که اهمیت حیاتیِ وحدت ایه‌یاسو و نوبوناگا روشن شد.

### نبرد با خاندان تاکدا

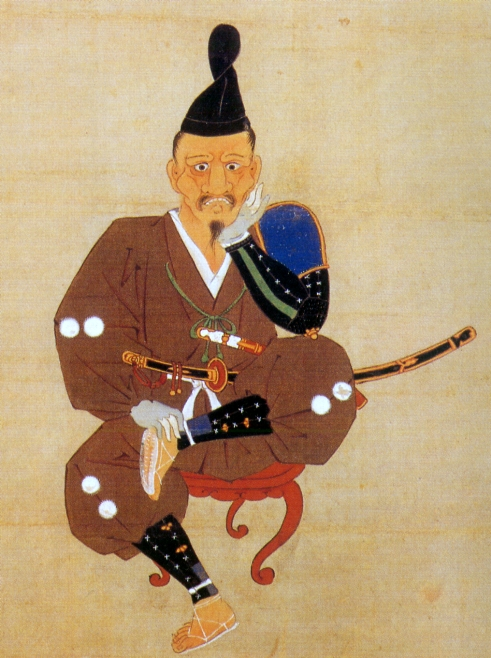
تصویری که از ایه‌یاسو پس از شکست در نبرد میکاتاگاهارا کشیده شده است. ایه‌یاسو برای اینکه خاطره تلخ این شکست را فراموش نکند، دستور کشیدن این تصویر را به نقاش داده است.

یکی از قوی‌ترین حاکمان ضد نوبوناگا، تاکدا شینگن بود. در اکتبر ۱۵۷۱، تاکدا شینگن که حالا متحد خاندان هوجو شده بود، تصمیم گرفت به پایتخت، که مقر نوبوناگا بود، حمله کند. برای این حمله نخست لازم بود از قلمروی ایه‌یاسو بگذرد.
به همین جهت شینگن به قلمروی ایه‌یاسو در ولایت توتومی حمله برد. ایه‌یاسو نیز از اودا نوبوناگا درخواست کمک کرد و او نیز ۳۰۰۰ سرباز برای او فرستاد. در اوایل ۱۵۷۳ نبرد میکاتاگاهارا میان دو ارتش درگرفت و ارتش تاکدا تحت رهبری زیرکانه شینگن، نیروهای ایه‌یاسو را در هم کوبید. این بزرگترین شکست جنگی در زندگی ایه‌یاسو بود. مدت کوتاهی پس از این نبرد، شینگن در ۱۳ مه ۱۵۷۳ به سبب بیماری در گذشت و نیروهای او مجبور به عقب‌نشینی شدند. پس از او پسرش تاکدا کاتسویوری که نسبت به پدرش از توانایی کمتری برخوردار بود، به ریاست خاندان رسید.
مرگ شینگن برای نوبوناگا فرصت خوبی بود چرا که او پس از آن توانست روی شکست دادن شوگون پانزدهم آشیکاگا یوشی‌آکی که آشکارا خصومت خود را اعلام کرده بود، تمرکز کند. نوبوناگا قادر شد نیروهای یوشی‌آکی را شکست دهد و او را به تبعید بفرستد. بدین ترتیب او بعد از حدود ۲۴۰ سال به حکمرانی شوگون‌سالاری آشی‌کاگا پایان داد.
در سال ۱۵۷۵ پسر شینگن، کاتسویوری با حدود ۱۵٬۰۰۰ سرباز، قلعه ناگاشینو متعلق به خاندان توکوگاوا را طی نبرد ناگاشینو محاصره کرد. با اتمام مواد غذایی در داخل قلعه، ایه‌یاسو بالاخره از اودا نوبوناگا تقاضای کمک کرد. نوبوناگا با سپاه بزرگی به یاری او شتافت و در دشت نزدیک به قلعه ناگاشینو تعداد زیادی حصار چوبی درست کرد. سپس سربازان او به نیروهای کاتسویوری که قلعه را در محاصره داشتند، حمله کردند و به سوی دشت گریختند و در پشت حصارها جای گرفتند. افراد نوبوناگا، وقتی سربازان کاتسویوری که به تعقیب آن‌ها برآمده بودند به محل رسیدند، تیراندازی با تفنگ را آغاز کرده و تلفات بسیار سنگینی به سپاه کاتسویوری وارد کردند. در این حمله تنها ۳۰۰۰ نفر از سپاه کاتسویوری زنده باقی ماندند. تاکدا کاتسویوری از این نبرد جان سالم به‌دربرد و به سمت ولایت کای عقب‌نشینی کرد. پس از این نبرد بود که اهمیت به‌کارگیری تفنگ به عنوان یک سلاح جدید مشخص شد.
طی ۷ سال پس از نبرد ناگاشینو، ایه‌یاسو و کاتسویوری بارها در نبردهای کوچک با یکدیگر به ستیز پرداختند. در پایان، نیروهای ایه‌یاسو خاندان تاکدا را وادار به ترک کردن ولایت سوروگا کردند و این ولایت نیز به تملک ایه‌یاسو درآمد. پایان نبرد با تاکدا در سال ۱۵۸۲ رقم خورد هنگامی که نیروهای متحد اودا-توکوگاوا به ولایت کای حمله بردند و آنجا را تصرف کردند. تاکدا کاتسویوری و پسر ارشدش تاکدا نوبوکاتسو در نبرد تنموکوزان شکست خوردند و اقدام به هاراکیری کردند. ولایت کای نیز به تملک نوبوناگا درآمد.

### کشتن همسر و پسر ارشد

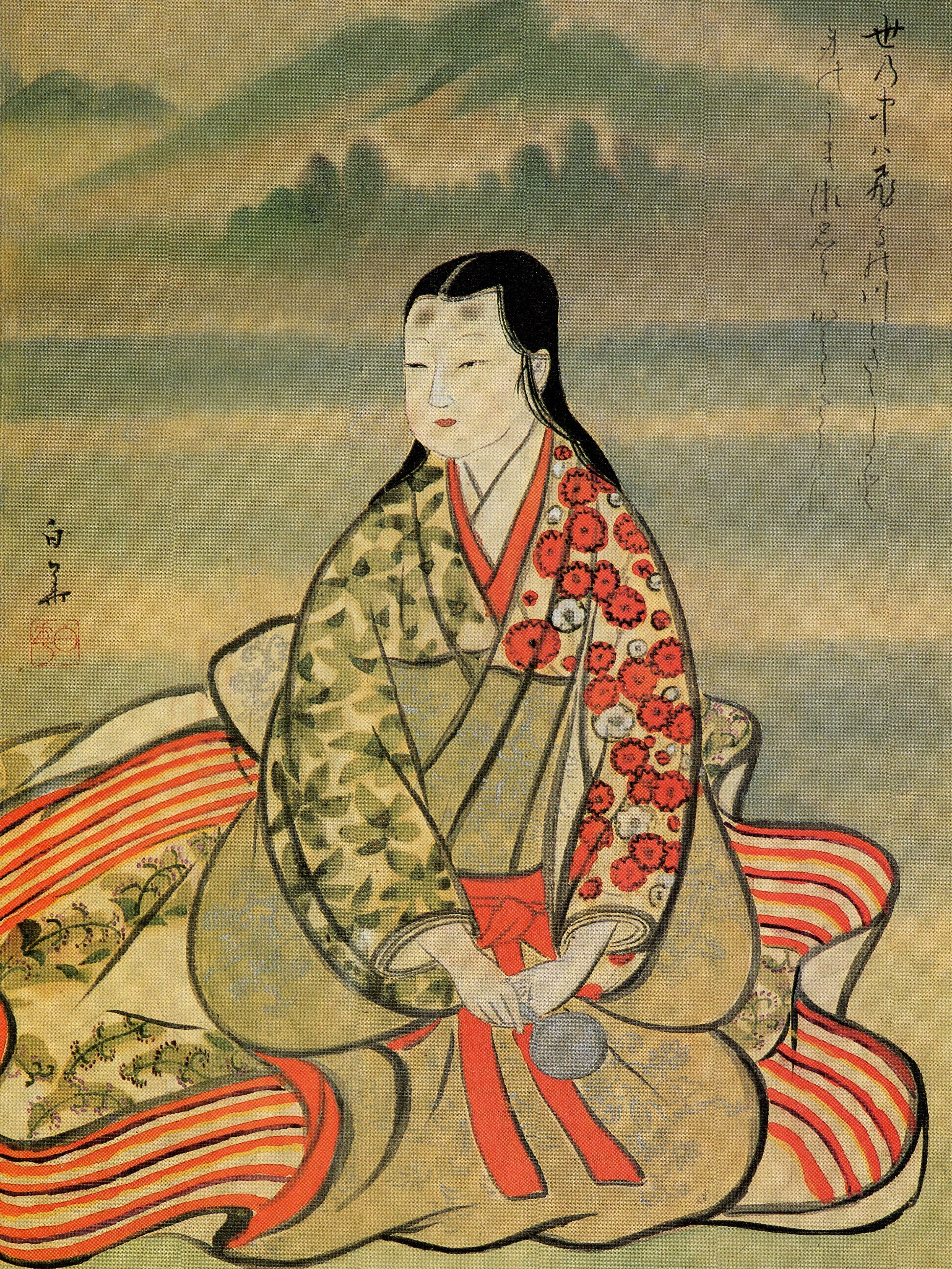
تسوکی‌یاما-دونو تصویری از همسر اصلی و مادر ماتسودایرا نوبویاسو پسر ارشد ایه‌یاسو

بر طبق نوشته میکاوا مونوگاتاری که در دوره ادو نگاشته شده‌است، در سال ۱۵۷۹ توکوهیمه (همسر نوبویاسو پسر ایه‌یاسو) که روابط خوبی با مادر شوهرش، تسوکی‌یاما-دونو نداشت، در نامه‌ای به پدرش، اودا نوبوناگا، نوشت که مادرشوهر و شوهر او پنهانی با تاکدا کاتسویوری در مکاتبه هستند. در آن زمان تاکدا کاتسویوری یکی از بدترین دشمنان پدرش بود. نوبوناگا این ظن خیانت را به متحد خود ایه‌یاسو اطلاع داد و خواستار اعدام همسر اصلی ایه‌یاسو تسوکی‌یاما-دونو و پسر ارشدش ماتسودایرا نوبویاسو شد. به علت اینکه برای ایه‌یاسو حفظ اتحاد با نوبوناگا بسیار ضروری بود، فرمان نوبوناگا کاملاً جدی گرفته شد. ایه‌یاسو نهمین نسل از خاندان ماتسودایرا بود که بر ولایت میکاوا حکمرانی می‌کردند. او نمی‌خواست با سرکشی کردن از دستور نوبوناگا موجب نابودی این خاندان شود؛ بنابراین به دستور او نخست همسرش اعدام شد و کمی بعد پسرش نوبویاسو وادار به انجام هاراکیری شد. ایه‌یاسو سپس پسر سوم و مورد علاقه خود توکوگاوا هیده‌تادا را به عنوان جانشین برگزید.
این فرضیه در سال‌ها اخیر اعتبار خود را از دست داده و فرضیه درگیری بین دو جناح به عنوان فرضیه معتبرتر مطرح می‌شود. تنکیو گورو نویسنده ژاپنی نوشته‌است که در این زمان در خاندان توکوگاوا نشانه‌هایی از تقسیم آن بر دو جناح دیده می‌شود. یک جناح در خط مقدم جبهه‌ها فعال بودند و فرصت‌های زیادی برای استفاده از مشاغل و پیشرفت شغلی داشتند و این جناح را «جناح قلعه هاماماتسو» نام گذاشته‌است. جناح دیگر «جناح قلعه اوکازاکی» بود و از کسانی تشکیل شده بود که به دلیل آسیب‌دیدگی و عواملی دیگر پشتیبانی لجستیک انجام می‌دادند و نقش کمتری در جنگ‌ها داشتند. تقابل این دو جناح سرانجام به درگیری ایه‌یاسو و پسرش نوبویاسو که جناح اوکازاکی را رهبری می‌کرد، انجامید و در نهایت به کشته شدن نوبویاسو در حبس ختم شد. این حادثه به شورش تاکدا یوشی‌نوبو پسر ارشد تاکدا شینگن، بر ضد پدرش شباهت دارد. نوبویاسو قصد داشت با کمک جناح قلعه اوکازاکی، ایه‌یاسو را تبعید کند. ایه‌یاسو قبل و بعد از اعدام پسرش بسیاری از کسانی که در قلعه اوکازاکی کار می‌کردند را مجازات یا اعدام کرد و برخی نیز از این قلعه گریختند. به نظر می‌رسد که این مجازات‌ها و پاکسازی‌ها در اثر درگیری‌های جناحی رخ داده باشد. احتمالاً در انجام کودتایی که در قلعه اوکازاکی در جریان بود، همسر ایه‌یاسو نیز همکاری داشته‌است. تاداگوچی کاتسوهیرو تاریخدان ژاپنی، نیز از فرضیه تنکیو گورو حمایت می‌کند.

### حادثه معبد هوننو و مرگ نوبوناگا

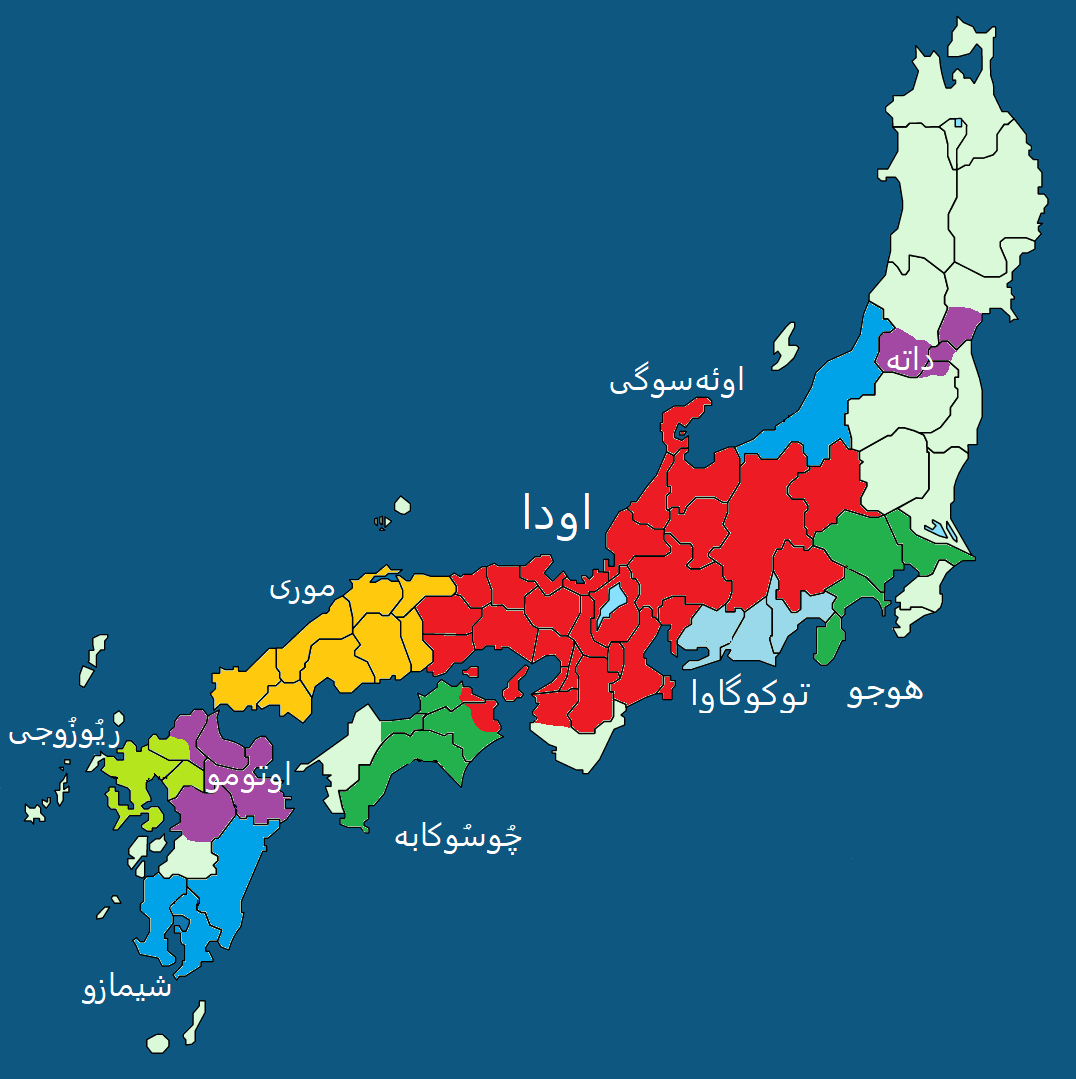
ژاپن در سال ۱۵۸۲ (حادثه معبد هوننو) قرمز: اودا نوبوناگا زرد: موری تروموتو فیروزه‌ای: توکوگاوا ایه‌یاسو (شامل سه ولایت از طرف از راست به چپ شامل سه ولایت سوروگا، توتومی و میکاوا) آبی (شرق): اوئسوگی کاگه‌کاتسو آبی (غرب): شیمازو یوشی‌هیسا

در ۱۵۸۲، نوبوناگا که در بالاترین موقعیت قدرت خود قرار داشت، برای قدردانی از دوستی پایدار ایه‌یاسو او را به قصر تازه ساخته شده خود قلعه آزوچی دعوت کرد. نوبوناگا یکی از ژنرال‌های ارشد خود به نام آکچی میتسوهیده را مسئول پذیرایی از ایه‌یاسو قرار داده بود و آکچی میتسوهیده از بهترین مراکز ماهیگیری کیوتو انواع گوناگون ماهی را تهیه کرده بود اما بوی ناخوشایند یکی از ماهی‌های بکار رفته در غذا موجب خشم شدید نوبوناگا نسبت به میتسوهیده شد. در همین هنگام تویوتومی هیده‌یوشی که برای جنگ با خاندان موری رهسپار جنوب ژاپن شده بود، از سرور خود نوبوناگا تقاضای اعزام نیروی کمکی کرد. نوبوناگا تصمیم گرفت ابتدا آکچی میتسوهیده را به همراه سپاه به منطقه بفرستد و سپس خود نیز به آن‌ها ملحق شود. او از مهمان خود ایه‌یاسو خواست به گشت‌وگذار در کیوتو و شهرهای نزدیک بپردازد. نوبوناگا با تعداد اندکی از همراهان در طی مسیر برای استراحت در معبد هوننو در کیوتو توقف کردند. نیمه شب ژنرال ارشد او آکچی میتسوهیده به معبد حمله کرد و آنجا را به آتش کشید. نوبوناگا در داخل معبد دست به عمل آئینی سپوکو زد و جان خود را گرفت. پسر ارشد او نیز پس از شکست در برابر حمله میتسوهیده در قلعه نیجو دست به هاراکیری زد.
در روز ۲۱ ژوئن ۱۵۸۲ و زمان وقوع حادثه معبد هوننو، ایه‌یاسو در نزدیکی اوساکا در شهر ساکای بود که دریافت نوبوناگا توسط آکچی میتسوهیده به قتل رسیده است؛ او درصدد سفر مخاطره‌آمیزی برای بازگشت به میکاوا برآمد. در طی مسیر از سربازان کودتاچی آکچی میتسوهیده دوری می‌کرد. چرا که آن‌ها در پی یافتن و به قتل رساندن وی بودند. یک هفته پس از این که ایه‌یاسو به میکاوا رسید، با ارتش خود عزم گرفتن انتقام از آکچی میتسوهیده را کرد. اما قبل از اینکه موفق به انجام این کار شود، هیده‌یوشی (از طرف خود) آکچی میتسوهیده را در نبرد یامازاکی شکست داده و به قتل رساند. سرعت عمل هیده‌یوشی بقدری بود که تمام این عملیات تنها یازده روز پس از مرگ نوبوناگا انجام شد و در نتیجه هیده‌یوشی توانست با این انتقام‌گیری سریع خود را به عنوان جانشین نوبوناگا مطرح کند.
در این هنگام فرماندار ولایت کای که توسط نوبوناگا منصوب شده بود، یکی از دستیاران ایه‌یاسو را کشت. ایه‌یاسو نیز بدون معطلی به آن جا حمله برد و کنترل کای را در اختیار گرفت. او پس از آن توانست با دادن وعده به فرماندهان ولایت شینانو، این ولایت را نیز به املاک خود ضمیمه کند و بدین ترتیب در این زمان پنج ولایت کای، شینانو، میکاوا، توتومی و سوروگا در اختیار او قرار داشت.

### جنگ بر سر جانشینی نوبوناگا
در سال ۱۵۸۳ جنگی بر سر تعیین فرمانروایی ژاپن بین تویوتومی هیده‌یوشی و شیباتا کاتسوایه، قدرتمندترین ژنرال نوبوناگا، درگرفت. کاتسوایه از اودا نوبوتاکا (۱۵۸۳–۱۵۵۸) سومین پسر اودا نوبوناگا برای جانشینی پدرش پشتیبانی می‌کرد اما هیده‌یوشی اصرار داشت چون اودا نوبوتادا پسر ارشد نوبوناگا در حادثه معبد هوننو جان خود را از دست داده، پسر ارشد نوبوتادا که در آن زمان سه ساله بود و اودا هیده‌نوبو
(۱۶۰۵–۱۵۸۰) نام داشت، باید جانشین پدربزرگش شود. ایه‌یاسو طرف هیچ‌یک از گروه‌های درگیر را نگرفت. هیده‌یوشی، کاتسوایه را در نبرد شیزوگاتاکه مغلوب کرده و پسر سوم نوبوناگا، توسط برادر بزرگترش و هیده‌یوشی مجبور به هاراکیری شد. با این پیروزی هیده‌یوشی تبدیل به جانشین نوبوناگا و قدرتمندترین دایمیوی ژاپن شد.

## ایه‌یاسو و هیده‌یوشی (۱۵۸۴–۱۵۹۸)

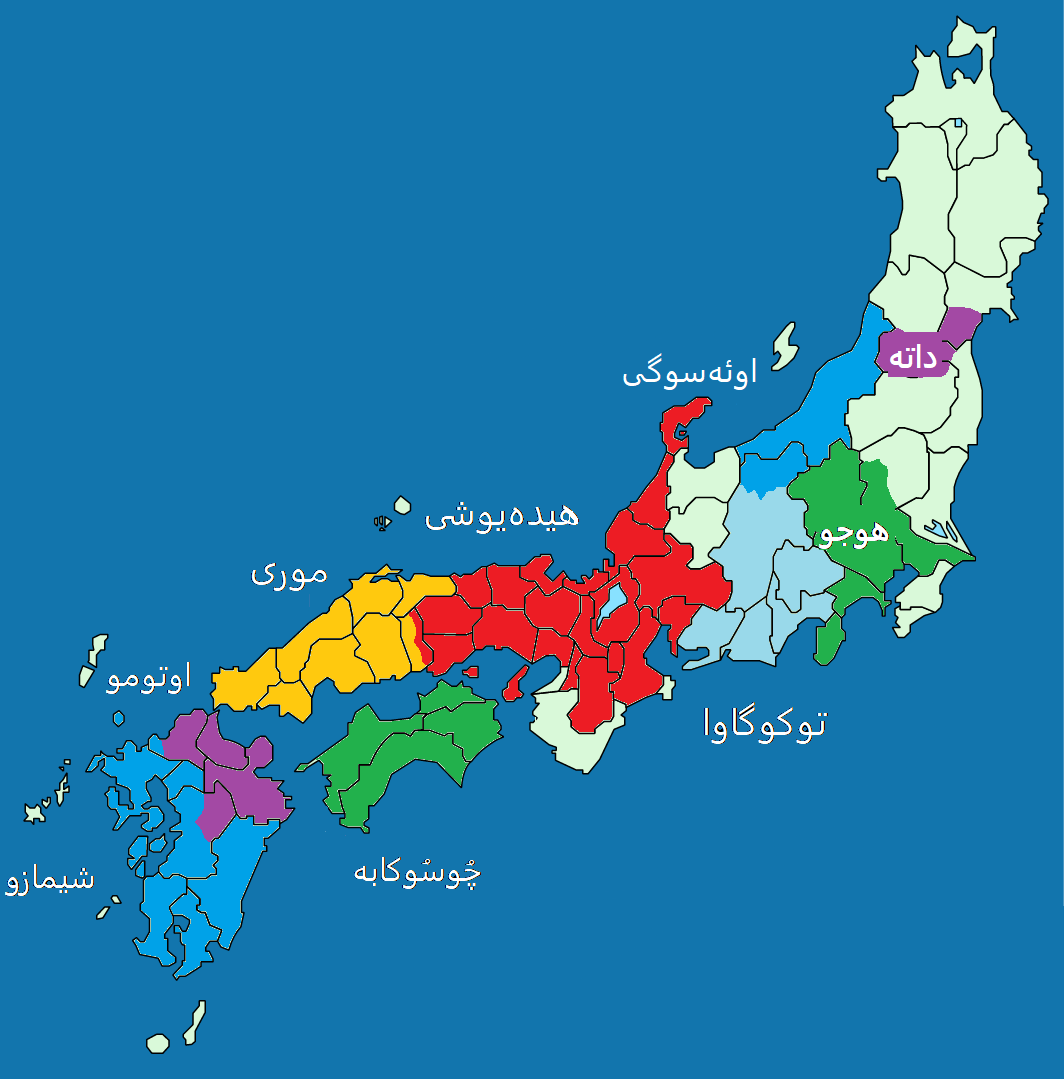
ژاپن در سال ۱۵۸۴ (نبرد کوماکی و ناگاکوته) بنفش (شمال شرقی): داته هارومونه آبی: اوئه‌سوگی کاگه‌کاتسو قرمز: تویوتومی هیده‌یوشی فیروزه‌ای: توکوگاوا ایه‌یاسو (شامل پنج ولایت کای، شینانو، میکاوا، توتومی و سوروگا) زرد: موری تروموتو سبز (شرق): هوجو اوجیماسا سبز (غرب): چُوسُوکابه مُوتُوچیکا آبی (جنوب): شیمازو تاکاهیسا

### نبرد کوماکی و ناگاکوته
در بهار سال ۱۵۸۴ اودا نوبوکاتسو، پسر دوم اودا نوبوناگا، از ایه‌یاسو درخواست کرد که در برابر هیده‌یوشی از او حمایت کند. این اقدامی خطرناک بود که می‌توانست به نابودی خاندان توکوگاوا بینجامد. نیروهای توکوگاوا به سمت قلعهٔ اجدادی خاندان اودا در اُواری حرکت کردند. هیده‌یوشی نیز با فرستادن ارتشی به آن جا این حمله را پاسخ داد. نبرد کوماکی و ناگاکوته تنها نبرد بین دو متحدکنندهٔ بزرگ ژاپن یعنی ایه‌یاسو و هیده‌یوشی است. این لشکرکشی چندین ماه بدون نتیجه‌ای قطعی ادامه داشت تا اینکه هیده‌یوشی درصدد مذاکره با ایه‌یاسو برآمد. هیده‌یوشی در ابتدا توانست اودا نوبوکاتسو را که برخلاف پدرش مردی سست اراده بود، متقاعد به صلح و سازش کند. سپس به ایه‌یاسو پیشنهاد آتش‌بس داد. ایه‌یاسو که بهانهٔ خود را برای ادامه نبرد از دست داده بود، پیشنهاد صلح را پذیرفت. به عنوان قسمتی از قرارداد، پسر دوم ایه‌یاسو «اوگی مارو» (یوکی هیده‌یاسو) به فرزندخواندگی هیده‌یوشی درآمد.

### ازدواج با آساهی‌هیمه
در سال ۱۵۸۵ هیده‌یوشی توانست مقام کانپاکو را کسب کند. علاوه بر آن سال بعد به مقام دایجو-دایجین (نخست‌وزیری ژاپن) رسید و بدین ترتیب از لحاظ قدرت اجرایی در بالاترین مقام کشوری قرار گرفت. پس از آن موری تروموتو دایمیوی ولایت آکی و چوسوکابه موتوچیکا دایمیوی ولایت توسا مقاومت را بی‌فایده دیدند و اطاعت او را پذیرفتند و تنها سه دایمیوی پرقدرت هوجو اوجیماسا، داته ماسامونه و شیمازو یوشی‌هیسا مستقل باقی ماندند. از طرف دیگر هیده‌یوشی با مشکل دیگری نیز مواجه بود. ایه‌یاسو، که بعد از او دومین دایمیوی پرقدرت ژاپن بود، به دلایل امنیتی و سیاسی به دعوت او برای رفتن به مقر او در قلعه اوساکا و ادای سوگند وفاداری پاسخ مثبت نمی‌داد. هیده‌یوشی نیاز داشت تا اعتماد ایه‌یاسو را جلب کند. ایه‌یاسو بعد از کشتن همسر اصلی‌اش همچنان بدون داشتن همسر اصلی زندگی می‌کرد. این نکته توجه هیده‌یوشی را جلب کرد و او را واداشت دست به اقدام عجیبی بزند؛ هیده‌یوشی خواهر کوچکتر خود آساهی هیمه را مجبور کرد تا از شوهرش طلاق بگیرد و با فرستادن خواهرش به نزد ایه‌یاسو به او پیشنهاد داد تا با خواهرش ازدواج کند. ایه‌یاسو در این زمان ۴۵ سال داشت و یک سال از آساهی هیمه بزرگتر بود. از آنجائیکه در صورت رد این پیشنهاد احتمال بروز درگیری نظامی با هیده‌یوشی می‌رفت، ایه‌یاسو به ناچار به خواسته هیده‌یوشی عمل کرد و آساهی هیمه را به عنوان همسر اصلی خود پذیرفت ولی برخلاف انتظار هیده‌یوشی باز به دعوت او پاسخ مثبت نداد. هیده‌یوشی که تا رسیدن به هدف دست بردار نبود، این بار مادر خود را به عنوان گروگان نزد ایه‌یاسو فرستاد. ایه‌یاسو که از علاقه بسیار او به مادرش خبر داشت، تصمیم گرفت به خواست هیده‌یوشی عمل کند. او به قلعه اوساکا رفت و در ضیافتی که در آن بسیاری از دایمیوها شرکت داشتند، در مقابل هیده‌یوشی سر فرودآورده و ادای احترام و وفاداری کرد.
هیده‌یوشی پس از رسیدن به مقام کانپاکو فرمان سوبوجی را صادر کرد. طبق این فرمان تمامی دایمیوها از انجام نبرد برای گسترش قلمرو و مقاصد شخصی خود منع شدند. در پی صدور این فرمان و با اجرای مجازات‌هایی که برای دایمیوهای خاطی اجرا شد، در نهایت تمامی دایمیوها در سراسر ژاپن به تبعیت از هیده‌یوشی درآمدند.

### مهاجرت به ادو
در سال ۱۵۹۰ هیده‌یوشی به آخرین دایمیوی مستقل ژاپن، هوجو اوجیماسا، حمله برد. خاندان هوجو بر چندین ولایت ژاپن که جملگی در شرق این کشور قرار داشتند، حکمرانی می‌کرد. هیده‌یوشی به آن‌ها دستور داد تا قدرت او را به عنوان بزرگترین دایمیو بپذیرند اما آن‌ها سرپیچی کردند. ایه‌یاسو نیز به هیده‌یوشی ملحق شد. هیده‌یوشی به مواضع متعددی از خاندان هوجو حمله‌ور شد. بیشتر نیروهای هوجو در داخل قلعهٔ تحت محاصرهٔ اوداوارا بودند. ارتش هیده‌یوشی پس از شش ماه قلعه را تسخیر کرد و رهبران خاندان هوجو خودکشی کردند. پس از این پیروزی هیده‌یوشی به ایه‌یاسو پیشنهاد عجیبی داد. او ۶ ولایت خاندان هوجو شامل ولایت‌های کوزوکه، ایزو، ساگامی، موساشی، شیموسا و کازوسا را در برابر ۵ ولایت تحت کنترل ایه‌یاسو به او پیشنهاد کرد. هدف هیده‌یوشی از این پیشنهاد دور نگاه داشتن ایه‌یاسو از مناطق نزدیک به پایتخت و همچنین گماردن شخصی با قدرت برای جلوگیری از شورش مردم این ناحیه بود که هنوز بسیاری از آن‌ها به خاندان هوجو علاقه‌مند باقی مانده بودند. ایه‌یاسو این پیشنهاد را پذیرفت.
بدین ترتیب در تابستان سال ۱۵۹۰ ایه‌یاسو همراه سپاه خود به دهکدهٔ کوچک ادو وارد شد و قلعه ادو را پایگاه خود قرار داد. قلعه ادو در سال ۱۴۵۷ توسط یک سامورایی به نام اوتا دوکان ساخته شده بود اما پس از مرگ او به‌صورت متروکه درآمده و رو به ویرانی گذاشته بود. ایه‌یاسو ولایت‌های کانتو را سروسامان داد و همچنین کنترل سامورایی‌های هوجو را نیز در اختیار گرفت و آرامش را در آن جا برقرار کرد. او زیرساخت‌های اقتصادی پایداری را در این ولایت‌ها بنا کرد.

### جانشینی هیده‌یوشی
در سال ۱۵۹۱ هیده‌یوشی اندکی پس از مرگ تنها فرزندش در سن خردسالی، پسرخواهر خود، تویوتومی هیده‌تسوگو، را به عنوان جانشین خود انتخاب کرد. هیده‌تسوگو مقام کانپاکو را به‌جای او عهده‌دار شد اما در سال ۱۵۹۳، دومین پسر هیده‌یوشی بنام تویوتومی هیده‌یوری از همسر محبوب او یودو-دونو به‌دنیا آمد و هیده‌یوشی او را به جانشینی خود برگزید. در سال ۱۵۹۵، هیده‌تسوگو که به عنوان رقیبی برای جانشینی هیده‌یوری درآمده بود، به توطئه براندازی متهم شد و به دستور هیده‌یوشی مجبور به انجام هاراکیری شد. پس از آن هیده‌یوشی دستور داد تمامی اعضای خانواده او از جمله کودکان، زن اصلی و زنان غیراصلی و خدمه زن خانواده او کشته شوند. بیرحمی و خشونت اجرای اعدام ۳۹ زن و کودک در ۵ سپتامبر ۱۵۹۵ به عنوان یکی از نقاط تاریک حکومت تویوتومی در تاریخ ژاپن باقی ماند. هیده‌یوشی با انجام این قتل‌عام از یک طرف زمینه نابودی خاندان خود را فراهم کرد و از طرف دیگر خشم خاندان‌های دیگر را برانگیخت. از جمله زنانی که در ۵ سپتامبر اعدام شدند، دختر ۱۵ ساله موگامی یوشی‌آکی بود که به تازگی همسر غیراصلی هیده‌تسوگو شده بود. کشتن او باعث شد خاندان پرقدرت موگامی به مدافع سرسخت توکوگاوا ایه‌یاسو تبدیل شده و ۵ سال بعد در نبرد سکیگاهارا در برابر نیروهای وفادار تویوتومی بجنگند.
در سال ۱۵۹۲ هیده‌یوشی به کره حمله برد تا پیش‌درآمدی برای هجوم به چین باشد. سامورایی‌های ایه‌یاسو در واقع هرگز در لشکرکشی شرکت نکردند. هر چند، خود ایه‌یاسو به عنوان یک مشاور نظامی به دستور هیده‌یوشی به کیوشو احضار شد. ایه‌یاسو پس از احضار به همراه نیروهایش در کیوشو، به عنوان سربازان ذخیره جهت لشکرکشی به کره برای پنج سال باقی ماندند.
در سال ۱۵۹۸ وضعیت جسمی هیده‌یوشی آشکارا دچار مشکل شده بود. او جلسه‌ای ترتیب داد که در آن بزرگترین دایمیوهای کشور را به عنوان هیئت بزرگان پنج‌گانه تعیین کرد. پنج نفری که از طرف هیده‌یوشی به عنوان هیئت بزرگان انتخاب شده بودند، عبارت بودند از:مائدا توشی‌ایه، موری تروموتو، اوکیتا هیده‌ایه، اوئسوگی کاگه‌کاتسو و ایه‌یاسو که از دیگر اعضای این هیئت پرقدرت‌تر بود. او همچنین ۵ نفر از سیاستمداران از جمله ایشیدا میتسوناری را به عنوان هیئت پنج‌گانه برای رسیدگی به امور کشوری تعیین کرد. هیده‌یوشی از تمامی آنان خواست تا سوگندنامه‌ای را مبنی بر حمایت از جانشینی پسرش هیده‌یوری تا رسیدن او به سن بلوغ امضا کنند. از آن‌جا که او از طرف ایه‌یاسو نیز احساس خطر می‌کرد، از او خواست نوهٔ خردسالش سن هیمه را به ازدواج پسرش هیده‌یوری دربیاورد.

## نبرد سکیگاهارا (۱۵۹۸–۱۶۰۳)

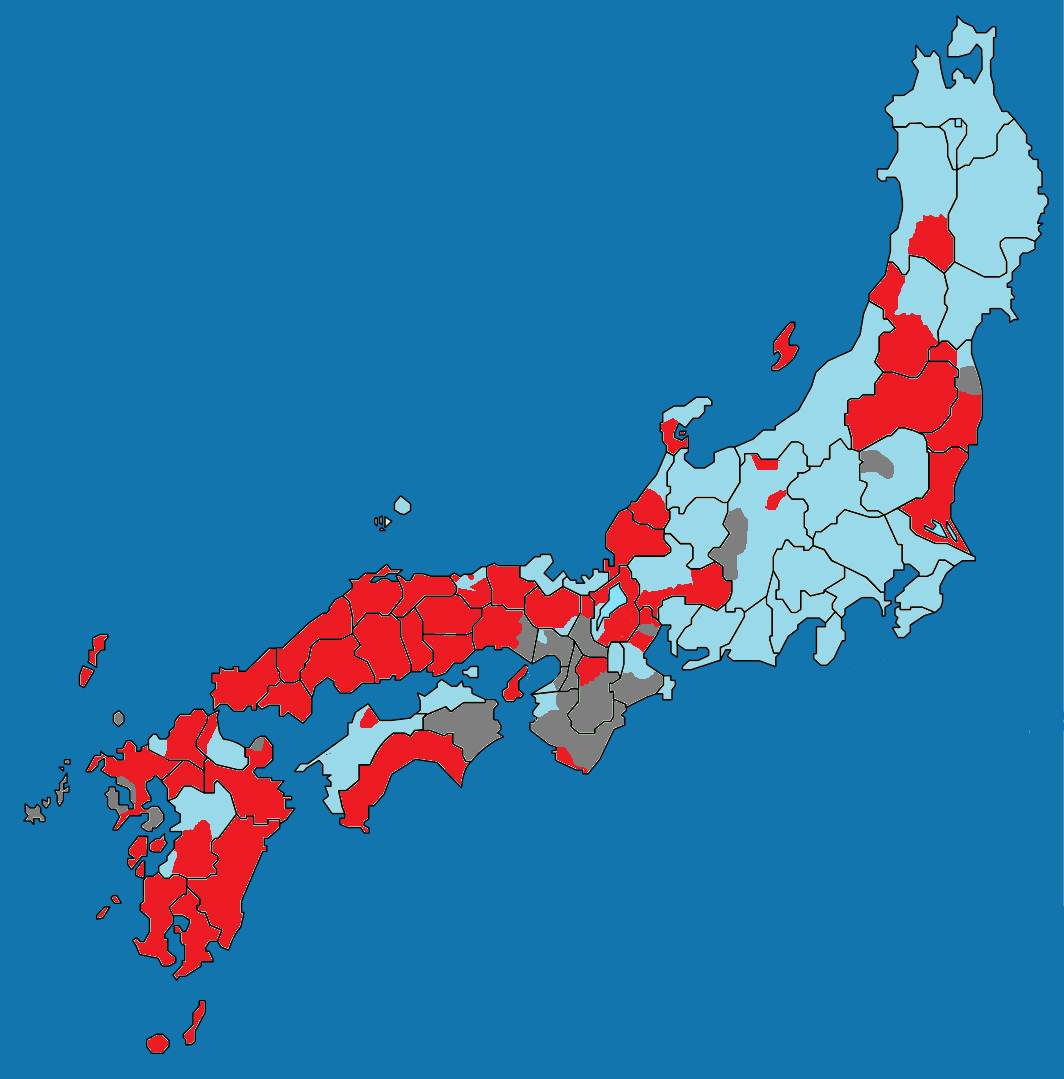
نقشه ژاپن در سال ۱۶۰۰ (نبرد سکیگاهارا) قرمز: دایمیوهای غربی (ایشیدا میتسوناری) فیروزه‌ای: دایمیوهای شرقی (توکوگاوا ایه‌یاسو) خاکستری: بی‌طرف

### وضعیت سیاسی پس از هیده‌یوشی
تویوتومی هیده‌یوشی سه ماه پس از وخامت اوضاع جسمانی در ۱۸ سپتامبر ۱۵۹۸ درگذشت. در ظاهر پسر خردسال او تویوتومی هیده‌یوری جانشین او شد اما او تنها ۵ سال داشت و قدرت اصلی در دستان اعضای ده‌نفرهٔ دو شورای گوتایرو و گو-بوگیو بود. اولین تصمیم سیاسی این شورا برگرداندن سربازان ژاپنی از کره و پایان دادن به جنگ کُره بود. در طی دو سال آتی ایه‌یاسو با دایمیو‌های متعددی در ژاپن به خصوص با آن‌هایی که با هیده‌یوشی رابطه خوبی نداشتند، پیمان اتحاد بست و فرزندان و نوادگان خود را به وصلت این خاندان‌ها درآورد.
هیده‌یوشی قبل از مرگ وصیتنامه‌ای با یازده بند برجا گذاشت، طبق وصیت او ایه‌یاسو برای انجام وظایف خود از قلعه ادو به قلعه فوشیمی نقل مکان کرد و پسر هیده‌یوشی که تابه‌حال در این قلعه ساکن بود، به همراه مائدا توشی‌ایه که بنابر وصیت هیده‌یوشی به امر آموزش او گماشته شده بود، به قلعه اوساکا نقل مکان کردند.
مسن‌ترین و بانفوذترین عضو شورا یعنی مائدا توشی‌ایه یک سال پس از مرگ هیده‌یوشی در سال ۱۵۹۹ درگذشت. در این زمان ایه‌یاسو حواس خود را بر روی ایشیدا میتسوناری متمرکز کرده بود؛ دایمیویی قدرتمند که او نیز جزء شورای حکمرانی بود. پس از مرگ توشی‌ایه هفت فرمانده نظامی رژیم تویوتومی که به علت مسائل مربوط به لشکرکشی به کره از ایشیدا میتسوناری کینه داشتند، درصدد کشتن او برآمدند. اما او توانست به موقع فرار کند و به مقر ایه‌یاسو در قلعه فوشیمی پناه آورد. به‌دنبال آن تعقیب‌کنندگان او نیز به مقر ایه‌یاسو آمده، از او خواستند که میتسوناری را تحویل آنان دهد و به او گوشزد کردند که میتسوناری نقشهٔ قتل او را طرح‌ریزی کرده و دشمن او نیز هست. اما ایه‌یاسو آن‌ها را متقاعد کرد که از قتل میتسوناری منصرف شوند. این موضوع هنوز روشن نیست که چرا ایه‌یاسو از دشمن قدرتمند خود پشتیبانی کرد، اما او سیاست‌مداری زبده بود. ممکن است او به این نتیجه رسیده باشد که تحویل میتسوناری به حیثیت و اعتبار اجتماعی او لطمه خواهد زد و همین‌طور حدس زده می‌شود که زنده باقی ماندن میتسوناری را عاملی برای عمیق‌تر شدن نزاع و دودستگی در جناح طرفدار خاندان تویوتومی و به نفع منافع خود می‌دانست. ایه‌یاسو رأی بر این داد که میتسوناری نیز در این جریان مقصر است و دستور اخراج او را از شورای حکمرانی کشور صادر کرد همچنین دستور داد او به ملک خود قلعه ساوایاما رفته و در آنجا در حبس خانگی باشد.

### جنگ با خاندان اوئه‌سوگی

نقشه‌ای که مسیر حرکت ایه‌یاسو و پسرش هیده‌تادا و همچنین سپاه غربی را به سمت میدان جنگ سکیگاهارا نشان می‌دهد.

در بهار سال ۱۶۰۰ ایه‌یاسو آگاه شد که اوئه‌سوگی کاگه‌کاتسو یکی از اعضای شورای حکومتی به قلمروی خود در شمال ژاپن برگشته و در حال تدارک نظامی و جمع‌آوری سامورایی‌هاست. او از اوئه‌سوگی کاگه‌کاتسو خواست که جهت توضیح نزد او بیاید اما کاگه‌کاتسو نه تنها به امر او اعتنایی نکرد بلکه در جواب توکوگاوا نامه‌ای انتقادآمیز ارسال کرد. این برای ایه‌یاسو به معنای اعلام جنگ بود. در ژوئن ۱۶۰۰ ایه‌یاسو و نیروهایش برای جنگ با خاندان اوئه‌سوگی به سمت آیزو در شمال ژاپن حرکت کردند.

### سقوط قلعه فوشیمی
ایه‌یاسو که قبل از حرکت، پیش‌بینی حمله از طرف میتسوناری به محل اقامت خود را کرده بود، دوست دوران کودکی خود توری موتوتادا را به همراه ۱۸۰۰ نفر سرباز جهت دفاع در قلعه فوشیمی باقی گذاشت. میتسوناری در حبس خانگی بود که اطلاع یافت ایه‌یاسو رهسپار جنگ شده‌است. او غیبت ایه‌یاسو را بهترین فرصت برای تجهیز قوا برای حمله به او یافت و به سرعت با دایمیوهای متحدش تماس گرفت و از آن‌ها خواست که از او پیروی کنند. در روز ۱۷ ژوئیه میتسوناری نخست توانست اوساکا و قلعه اوساکا را تسخیر کند. پس از آن قلعه فوشیمی محاصره شد. موتوتادا بیش از ۱۰ روز توانست قلعه را از سقوط نجات دهد. مقاومت موتوتادا و معطل نگه داشتن سپاه غربی تأثیر بسیاری در پیروزی ایه‌یاسو در نبرد سکیگاهارا داشت؛ زیرا از یک طرف باعث برهم ریختن نقشه‌ها و برنامه‌ریزی‌های سپاه غربی شد و از طرف دیگر این فرصت را برای ایه‌یاسو به‌وجود آورد تا بر روی برخی از فرماندهان سپاه غربی نفوذ پیدا کرده و آن‌ها را به سمت خود بکشد.
ایه‌یاسو قبل از رسیدن به محدوده اوئسوگی در اویاما، دریافت که میتسوناری و متحدانش نیروهایشان را علیه او به حرکت درآورده‌اند. او حمله به آیزو را در همان روز متوقف کرد و به قلعه ادو برگشت و پیش از هر اقدام دیگر نامه‌نگاری به دایمیوهای ژاپن جهت پیوستن آنان به سپاه شرقی را مدنظر قرار داد. در روز اول ماه اکتبر، ایه‌یاسو و متحدانش قلعه ادو را ترک کردند و به سوی جادهٔ توکایدو روانه شدند. در همان زمان پسر ارشدش هیده‌تادا با ۳۸۰۰۰ سرباز راهی جادهٔ ناکاسندو شد؛ اما در میانه راه در ولایت شینانو حملات سانادا ماسایوکی باعث تأخیر در حرکت نیروهای هیده‌تادا شد که به دنبال آن نتوانستند در نبرد اصلی حضور یابند.

### شکل‌گیری سپاه شرقی و سپاه غربی
|           | دایمیو              | سربازان |           | دایمیو             | سربازان |
| --------- | ------------------- | ------- | --------- | ------------------ | ------- |
| سپاه شرقی | توکوگاوا ایه‌یاسو    | ۳۰٬۰۰۰  | سپاه غربی | اوکیتا هیده‌ایه     | ۱۷٬۲۲۰  |
| سپاه شرقی | آسانو یوشیناگا      | ۶٬۵۰۰   | سپاه غربی | کوبایاکاوا هیده‌آکی | ۱۵٬۰۰۰  |
| سپاه شرقی | فوکوشیما ماسانوری   | ۶٬۰۰۰   | سپاه غربی | موری هیده‌موتو      | ۱۵٬۰۰۰  |
| سپاه شرقی | کورودا ناگاماسا     | ۵٬۴۰۰   | سپاه غربی | ایشیدا میتسوناری   | ۶٬۹۰۰   |
| سپاه شرقی | هوسوکاوا تادائوکی   | ۵٬۰۰۰   | سپاه غربی | چوسوکابه موریچیکا  | ۶٬۶۰۰   |
| سپاه شرقی | ایکدا تروماسا       | ۴٬۵۰۰   | سپاه غربی | کونیشی یوکیناگا    | ۴٬۰۰۰   |
| سپاه شرقی | ای نائوماسا         | ۳٬۶۰۰   | سپاه غربی | کیکاوا هیروایه     | ۳٬۰۰۰   |
| سپاه شرقی | ماتسودایرا تادایوشی | ۳٬۰۰۰   | سپاه غربی | اوتانی یوشیهارو    | ۲٬۵۰۰   |
| سپاه شرقی | کاتو یوشی‌آکی        | ۳٬۰۰۰   | سپاه غربی | اودا نوبوتاکا      | ۲٬۵۰۰   |
| سپاه شرقی | تاناکا یوشیماسا     | ۳٬۰۰۰   | سپاه غربی | اوگاوا سوکه‌تادا    | ۲٬۱۰۰   |
| سپاه شرقی | کیوگوکو تاکاموتو    | ۳٬۰۰۰   | سپاه غربی | آنکوکوجی اِکِی       | ۱٬۸۰۰   |
| سپاه شرقی | تسوتسوی ساداتسوگو   | ۲٬۸۰۰   | سپاه غربی | شیمازو یوشی‌هیرو    | ۱٬۵۸۸   |
| سپاه شرقی | تودو تاکاتورا       | ۲٬۵۰۰   | سپاه غربی | ناتسوکا ماساایه    | ۱٬۵۰۰   |
| سپاه شرقی | ترازاوا هیروتاکا    | ۲٬۴۰۰   | سپاه غربی | کینوشیتا یوریتسوگو | ۱٬۰۰۰   |
| سپاه شرقی | یامائوچی کاتسوتویو  | ۲٬۰۰۰   | سپاه غربی | واکیساکا یاسوهارو  | ۹۹۰     |
| سپاه شرقی | واکیساکا یاسوهارو   | ۱٬۸۰۰   | سپاه غربی | آکازا نائویاسو     | ۶۰۰     |
| سپاه شرقی | فوروتا شیگه‌کاتسو    | ۱٬۲۰۰   | سپاه غربی | اوتانی یوشیتسوگو   | ۶۰۰     |
| سپاه شرقی | کاناموری ناگاچیکا   | ۱٬۱۰۰   | سپاه غربی | کوتسوکی موتوتسونا  | ۶۰۰     |
| سپاه شرقی | آریما تویوجی        | ۹۰۰     | سپاه غربی | کاسویا تاکه‌نوری    | ۳۶۰     |
| سپاه شرقی | هوندا تاداکاتسو     | ۵۰۰     | سپاه غربی | کاواجیری هیده‌ناگا  | نامشخص  |
| سپاه شرقی | اودا ناگاماسو       | ۴۵۰     | سپاه غربی | تامارو نائوماسا    | نامشخص  |
| سپاه شرقی | هاچیسوکا یوشی‌شیگه   | نامشخص  | سپاه غربی | موری کاتسونوبو     | نامشخص  |

به سرعت در ژاپن دایمیوها و سامورایی‌ها به دو گروه تقسیم شدند. یکی ارتش غربی (گروه میتسوناری) و دیگری ارتش شرقی (گروه ضد میتسوناری). ایه‌یاسو گروه ضد میتسوناری را حمایت می‌کرد. جدول زیر تقسیم‌بندی دایمیوهای شرکت‌کننده در نبرد سکیگاهارا را نشان می‌دهد. برخی از دایمیوهایی که در سپاه غربی بودند اما در میدان جنگ به ایشیدا میتسوناری خیانت کرده و به نفع سپاه شرقی جنگیدند، با رنگ آبی مشخص شده‌اند. سپاهیان تحت فرمان موری هیده‌موتو، نیز با اینکه به نفع سپاه غربی وارد میدان شده بودند، در هنگام نبرد از محل استقرار خود حرکت نکرده و در نبرد شرکت نکردند.

### روز نبرد

محل استقرار کوبایاکاوا هیده‌آکی در نبرد سکیگاهارا بر روی تپهٔ ماتسوئو و همچنین محل استقرار کوتسوکی موتوتسونا، واکیساکا یاسوهارو، اوگاوا سوکه‌تادا و آکازا نائویاسو با علامتی به رنگ زرد نشان داده شده است.

نبرد سکیگاهارا بزرگترین و تقریباً مهم‌ترین نبرد در طول تاریخ ژاپن است. جنگ در ساعت ۸ صبح ۲۱ اکتبر ۱۶۰۰ با مجموع تقریبی ۱۶۰۰۰۰ سرباز که رودرروی هم در سکیگاهارا (در استان گیفو کنونی) صف‌آرایی کرده بودند، آغاز شد. مهم‌ترین عامل شکست سپاه غربی در روز نبرد، خیانت کوبایاکاوا هیده‌آکی به همراه چند فرمانده دیگر و پیوستن آن‌ها به نیروهای ایه‌یاسو دانسته می‌شود. نبرد سکیگاهارا در ساعت ۲ بعدازظهر با پیروزی مطلق توکوگاوا ایه‌یاسو پایان یافت و سپاه غربی در هم کوبیده شد.

### نتایج نبرد
پس از نبرد، کای‌اکی (کیفر) انجام شد. ایشیدا میتسوناری، کونیشی یوکیناگا و آنکوکوجی اکی گردن زده شدند. املاک بیش از ۸۰ دایمیو به‌طور کامل مصادره شد و املاک چندین دایمیو شامل سه تن از خاندان موری (موری تروموتو، کیکاوا هیروایه و موری هیده‌موتو)، اوئسوگی کاگه‌کاتسو و تویوتومی هیده‌یوری به میزان زیادی کاسته شد. تویوتومی هیده‌یوری به این ترتیب عنوان بزرگترین دایمیوی کشور را از دست داد. زمین‌های مصادره شده از طرفداران خاندان تویوتومی یک سوم مساحت کل کشور را دربرمی‌گرفت. تعداد زیادی از سامورایی‌هایی که در خدمت این دایمیوها بودند، شغل خود را از دست داده و تبدیل به رونین شدند. بیشتر این رونین‌ها ده سال بعد در محاصره اوساکا به طرفداری از خاندان تویوتومی گرد قلعه اوساکا جمع شدند.
به زودی پس از نبرد سکیگاهارا، ایه‌یاسو زمین‌هایی را به وابستگان خود بخشید که به او در این راه خدمت کرده بودند. در سال‌های بعد افرادی که قبل از نبرد سکیگاهارا با ایه‌یاسو پیمان اتحاد بسته بودند به دایمیوهای فودای شهرت یافتند. همچنین دایمیوهایی که بعد از آن نبرد با او متحد شدند به عنوان دایمیوهای توزاما شناخته شدند. دایمیوهای توزاما نسبت به همتایان فودای خود درجه دوم شناخته می‌شدند.

## شوگون‌سالاری

### شوگون‌سالاری توکوگاوا

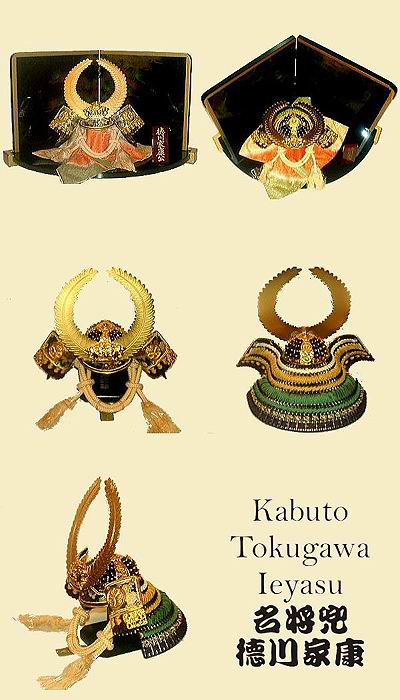
کابوتوی ایه‌یاسو

در ۲۴ مارس ۱۶۰۳، توکوگاوا ایه‌یاسو عنوان شوگون را از امپراتور گویوزی دریافت کرد. ایه‌یاسو در آن زمان ۶۰ سال داشت. فرمانروایی توکوگاوا نیز مانند همهٔ شوگون‌های دیگر به زور شمشیر استوار بود و نه بنیان‌های شینتویی، بودایی و کنفوسیوسی که پایه‌های حکومت سلطنتی ژاپن را در قرون اولیه استحکام بخشیده بود و امپراتوران ژاپن را بهره‌مند از نوعی فرمندی دینی می‌کرد. لیکن سلسله‌های شوگونی به نحو موفقیت‌آمیزی این فرمندی را از هرگونه انتفاع سیاسی محروم کرده بودند. در این زمان امپراتور ژاپن دارای قدرت سیاسی نبود و فقط جنبهٔ نمادین داشت و به عنوان عامل مشروعیت‌دهنده به نظام شوگونی عمل می‌کرد. شوگون مهم‌ترین مقام اجرایی در سیاست به‌شمار می‌آمد. پایین‌تر از شخص شوگون، دایمیوها یا زمین‌داران بزرگ قرار داشتند. در این نظام شوگون خود یک دایمیوی بزرگ بود که ۲۵ درصد از زمین‌های کشور را در مالکیت داشت. بعد از دایمیو، قشر بزرگ سامورایی‌ها قرار داشتند. این گروه سربازان نظامی دایمیوها شمرده می‌شدند و مقرری خود را از دایمیوها دریافت می‌کردند. وظیفهٔ دایمیو در برابر شوگون عبارت بود از کنترل طبقهٔ سامورایی، جمع‌آوری مالیات، ایجاد نظم و گسترش تجارت.
در طول دوره ادو (۱۸۶۷–۱۶۰۳) به‌طور متوسط تمامی ژاپن به ۲۷۰ تیول یا هان که هرکدام توسط یک ارباب فئودال به نام دایمیو اداره می‌شد، تقسیم شده بود؛ اگرچه اربابان فئودال در حوزه تیولی خویش از استقلال داخلی فراوانی برخوردار بودند، ولی به‌طور کلی قدرت اقتصادی – سیاسی کشور، در دست دولت مرکزی بود که در رأس آن شخص شوگون که در ادو، پایتخت امروز ژاپن توکیو مستقر بوده‌است، قرار داشت.
نظامی که ایه‌یاسو بنیان نهاد موجب شد حدود ۲۵۰ سال صلح و آرامش نسبتاً بالایی بر کشور حاکم شود. این سلسله سومین شوگون‌سالاری حکومتی ژاپن بعد از شوگون‌سالاری کاماکورا (خاندان میناموتو) و شوگون‌سالاری آشیکاگا بود.

### شوگون ایه‌یاسو (۱۶۰۵–۱۶۰۳)
در سال ۱۶۰۳، ایه‌یاسو، به ۷۰ دایمیو از سراسر ژاپن دستور داد که اطراف قلعه ادو را برای ساخت یک شهر آماده کنند. به همین منظور دایمیوها در حدود ۳۰ تا ۴۰ هزار کارگر را برای آباد کردن شهر ادو فراهم آورده و به هموار کردن زمین و ساخت‌وساز مشغول شدند. پل معروف نیهونباشی در توکیو در همین سال ساخته شد.
در همین سال ایه‌یاسو از قلعه فوشیمی در کیوتو خارج شد و به قلعهٔ تازه ساخته شده نیجو وارد شد. قلعهٔ نیجو برای اقامت شوگون‌سالاری توکوگاوا در کیوتو ساخته شده بود. در تابستان همین سال ایه‌یاسو بنابر قولی که به تویوتومی هیده‌یوشی داده بود، نوهٔ خود سن هیمه را که تنها ۷ سال داشت به ازدواج پسر او تویوتومی هیده‌یوری درآورد که او نیز ۱۱ سال بیشتر نداشت.
ایه‌یاسو در سال ۱۶۰۵ از سمت خود استعفا داد و جانشین و پسرش توکوگاوا هیده‌تادا پس از او شوگون شد. استعفای ایه‌یاسو هیچ تأثیری در میزان قدرت عملی او یا فرمانروایی‌اش نداشت. ایه‌یاسو با این استعفای زود هنگام خود قصد نشان دادن این موضوع را داشت که از این پس نیز فرمانروایی ژاپن و عنوان شوگونی در خاندان او به صورت موروثی باقی خواهد ماند. این واقعه باعث خشم شدید بیوهٔ هیده‌یوشی شد زیرا مقامی که او انتظار داشت به پسرش هیده‌یوری برسد به این ترتیب غصب شده می‌دید.

### شوگون بازنشسته (۱۶۱۶–۱۶۰۵)
ایه‌یاسو در شمایل یک شوگون بازنشسته همچنان به عنوان مهم‌ترین مهرهٔ قدرت در ژاپن باقی ماند. ایه‌یاسویِ بازنشسته به قلعه سونپو بازگشت و بر ساخت قلعهٔ ادو نظارت کرد؛ پروژهٔ ساختمانی بزرگی که باقی‌مانده عمر ایه‌یاسو را دربرگرفت. نتیجهٔ این پروژه بزرگترین قلعه در تمام ژاپن بود. قلعهٔ اصلی یا تنشو در سال ۱۶۵۷ در آتش سوخت. امروزه، کاخ امپراتوری توکیو در محدوده قلعه همچنان پابرجا است.

#### محاصره اوساکا

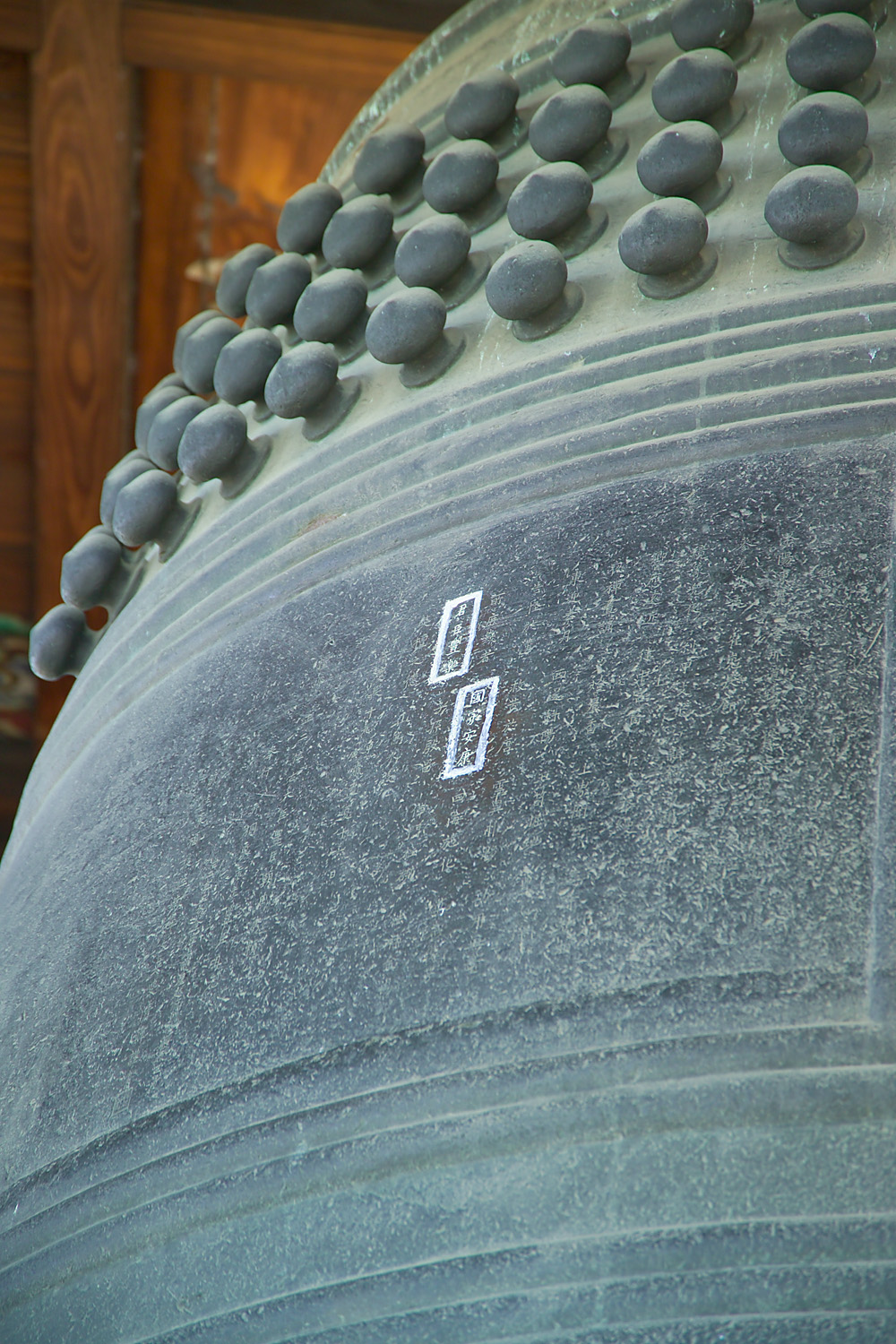
حکاکی‌های ناقوس معبد هوکو در کیوتو. تفسیر این کنده‌کاری‌ها دست‌آویزی برای حمله ایه‌یاسو به تویوتومی هیده‌یوری و آغاز محاصره اوساکا بود.

آخرین تهدید برای حکومت ایه‌یاسو تویوتومی هیده‌یوری فرزند و جانشین مشروع هیده‌یوشی بود. در سال ۱۶۱۱، ایه‌یاسو، از کیوتو بازدید کرد تا در مراسم بر تخت نشستن امپراتور ژاپن، امپراتور گومیزونو شرکت کند. ایه‌یاسو پس از آن مدتی در قلعه نیجو در اوساکا اقامت کرد و به هیده‌یوری پیغام داد که برای دیدار با او به قلعه نیجو بیاید. مادر هیده‌یوری، یودو دونو از این دعوت برآشفت و اعتراض داشت که ایه‌یاسو اگر مایل به دیدار با هیده‌یوری است چرا خود او به نزد هیده‌یوری در قلعه اوساکا نمی‌آید. اما کاتو کیوماسا و آسانو یوشیناگا که از مباشران وفادار به خاندان تویوتومی بودند، یودو دونو را راضی کردند که پسرش را برای دیدار با ایه‌یاسو به قلعه نیجو بفرستد. سپس این دو تحت تدابیر شدید امنیتی با هیده‌یوری عازم دیدار با ایه‌یاسو شدند. در این زمان هیده یوری ۱۸ سال داشت و بسیار برازنده پرورش یافته بود. تاریخ‌دانان این نظریه را مطرح می‌کنند که هدف ایه‌یاسو از این دیدار آشنایی با هیده‌یوری و محک وی بوده‌است، احتمالاً پس از این گفتگو ایه‌یاسو به این نتیجه رسیده است که هیده‌یوری کسی نیست که در آینده از او تبعیت کرده و زیر فرمان او برود.
ایه‌یاسو برای یکپارچه شدن قدرت خود، تصمیم گرفت نیروهای خود را جمع کند تا بازماندگان خاندان تویوتومی در قلعه اوساکا را از بین ببرد. برخی سامورایی‌ها که مخالف ایه‌یاسو بودند، هیده‌یوری را تحریک می‌کردند و به او می‌گفتند جانشین واقعی فرمانروایی ژاپن اوست. ایه‌یاسو نیز تنها منتظر بهانه‌ای بود که بتواند حمله را آغاز کند. در ۱۶۱۴ هیده‌یوری یک ناقوس بزرگ به معبد هوکو در کیوتو اهدا کرد. بر روی ناقوس دعاهایی حکاکی شده بود. دو دعا مورد اعتراض ایه‌یاسو قرار گرفت، نخست (国家安康 kokka ankō) به معنای آرزوی صلح و آرامش در کشور بود که مابین نام ایه‌یاسو (家康) یک کانجی دیگر قرار گرفته بود و این به معنای نفرینی برای تجزیه حکمرانی ایه‌یاسو تفسیر شد. حکاکی دیگر (君臣豊楽 kunshin hōraku) به معنای آرزوی افزایش ثروت بود. در این عبارت تویوتومی (豊臣) (به معنای ثروت) دیده می‌شد و دعا برای افزایش قدرت این خاندان علیه ایه‌یاسو تفسیر شد. این تفاسیر دست‌آویزی شد تا ایه‌یاسو به تویوتومی دستور دهد قلعه اوساکا را ترک کند.
خاندان تویوتومی از این دستور اطاعت نکرده و شروع به احضار رونین‌ها (سامورایی‌های بدون ارباب) برای گردآوری ارتش در قلعه کردند. بعد از این اتفاق ایه‌یاسو به دایمیوهای سراسر ژاپن دستور داد برای مقابله با خاندان تویوتومی نیرو فراهم کنند. دایمیوها به دلیل اینکه املاک و حوزهٔ حکمرانی خود را پس از نبرد سکیگاهارا از ایه‌یاسو دریافت کرده بودند خود را موظف به پیروی از او می‌دانستند و حاضر به دفاع از خاندان تویوتومی نبودند. بدین ترتیب ارتشی ۲۰۰ هزار نفری فراهم آمد و تحت رهبری ایه‌یاسو و پسرش توکوگاوا هیده‌تادا روانه قلعه شد که «محاصره زمستانی اوساکا» نامیده می‌شود. در این میان تنها سانادا یوکیمورا و چوسوکابه موریچیکا که املاکشان در پی نبرد سکیگاهارا توسط ایه‌یاسو ضبط شده بود و گوتو موتوتسوگو حاضر به پشتیبانی و دفاع از خاندان تویوتومی شدند.
در طی یکی از نبردهای این محاصره بنام نبرد سانادا مارو، سانادا یوکیمورا توانست شکست سختی را سپاه شوگون‌سالاری تحمیل کند. پس از آن ایه‌یاسو از حمله رو در رو پرهیز کرد و شروع به گلوله بستن قلعه اوساکا توسط توپ کرد. پس از مدتی که شلیک توپ‌های جنگی جانِ مادر هیده‌یوری تویوتومی (یودو دونو) را در خطر انداخت، خاندان تویوتومی تقاضای آتش‌بس کردند و ایه‌یاسو توانست وارد مذاکره شده و صلح موقت برقرار شود. اگرچه در ابتدا بر اساس قرارداد توافق شد که خاکریزهای بیرونی قلعه پر شود، هم خاکریزهای بیرونی و هم درونی قلعه با شن پر شد و همچنین حصار دفاعی ساخته شده توسط سانادا یوکیمورا بنام سانادا مارو نیز ویران شد، بدین ترتیب سدهای دفاعی قلعه از بین رفت. ایه‌یاسو بار دیگر به قلعه سونپو بازگشت و دستور ترک قلعه اوساکا را به هیده‌یوری داد و در پی رد دوباره آن، ایه‌یاسو بار دیگر با لشکر ۲۰۰ هزار نفری خود و متحدانش به اوساکا حمله کرد که به «محاصره تابستانی اوساکا» مشهور است. در طی این حمله سانادا یوکیمورا توانست از تمامی موانع گذشته و به قصد کشتن ایه‌یاسو خود را به ستاد وی در حومه قلعه برساند، اما ایه‌یاسو به موقع توانست از این محل بگریزد و جان سالم از این حمله به در برد. سانادا یوکیمورا در طی این حمله کشته شد و در همان روز قلعه اوساکا به آتش کشیده شد. روز بعد مدافعان آن شامل هیده‌یوری و مادرش (بیوه هیده‌یوشی، یودو-دونو) در داخل قلعه دست به هاراکیری زدند. همسر هیده‌یوری، سن هیمه (دختر توکوگاوا هیده‌تادا یا نوهٔ ایه‌یاسو) سالم به نزد خانواده‌اش بازگشت. هیده‌یوری تنها یک پسرِ ۷ ساله بنام تویوتومی کونیماتسو از زن غیراصلی‌اش داشت. خاندان تویوتومی قبل از سقوط قلعه موفق شده بودند این پسر را به همراه چند محافظ از قلعه فراری دهند. چند روز بعد از سقوط قلعه او دستگیر شده و در کیوتو گردن زده شد. بدین ترتیب ایه‌یاسو هر خطر احتمالی که قدرت او را تهدید می‌کرد، نابود کرد و دیگر تهدیدی برای سلطهٔ خاندان توکوگاوا بر ژاپن باقی نماند.

### سیاست‌ها

#### قوانین برای جنگجویان
ایه‌یاسو در سال ۱۶۱۵ سندی به نام بوکه شوهاتّو (به معنی قانون برای جنگجویان) بنا نهاد که دایمیوها و سامورایی‌ها را تحت نظارت شدیدی قرار می‌داد. این احکام دارای ۱۳ ماده بود:
1. دایمیوها باید با آموزش خود را شایسته مقام خود کنند و مهارت‌های لازم را فرا بگیرند.
2. سرگرمی و تفریحات باید به اندازه باشد و هزینهٔ چنین فعالیت‌هایی بیش از حد نباشد.
3. املاک فئودالی محلی برای پناه فراریان و قانون‌شکنان نیست.
4. دایمیوها باید شورشیان و قاتلان را از سرزمین خود اخراج کند.
5. نوسازی و گسترش قلعه ممنوع است. در صورت نیاز به تعمیر، ابتدا باید نیاز به این کار، گزارش شود.
6. فعالیت‌های مشکوک در حوزه‌های همسایه باید بدون تأخیر گزارش شود.
7. ازدواج در میان دایمیوها و افراد با قدرت باید با کسب اجازه انجام شود.
8. دایمیوها باید برای خدمت کردن به شوگون‌سالاری توکوگاوا، به‌صورت نوبتی در ادو ساکن شوند و پس از پایان نوبت به املاک خود بازگردند.
9. دایمیوها هنگام حضور در ادو برای انجام خدمت نباید بیش از اندازه خدمه به همراه خود داشته باشد.
10. طرز پوشش باید مناسب و نشان‌دهنده درجه و موقعیت طبقاتی هر فرد باشد.
11. تنها افراد بلندپایه یا کسانی که توانایی راه رفتن ندارند، حق سوارشدن بر تخت روان را دارند.
12. سامورایی‌ها باید صرفه‌جویی را فرابگیرند.
13. دایمیوها باید افراد لایق و توانا را برای کار انتخاب و استخدام کنند.[۷۴]

#### قوانین برای دربار
ایه‌یاسو در ۱۶۱۵ سندی به نام کینچو نارابینی کوگه شوهاتّو بنا نهاد که وظایف امپراتور ژاپن و خاندان سلطنتی و وابستگان به دربار را تعیین می‌کرد. این احکام دارای ۱۷ ماده بود.

#### روابط با دیگر کشورها
روابط با کشورهای همسایه

ویلیام آدامز

یکی از بزرگترین مسائلی که پس از مرگ هیده‌یوشی برجا مانده بود، منزوی شدن ژاپن در منطقهٔ آسیای جنوب شرقی در نتیجهٔ جنگی ۷ ساله با کره بود. ایه‌یاسو برای بهبود روابط ژاپن با کشورهای همسایه تلاش کرد. در اولین اقدام در ضمن پنهان نگاه داشتن مرگ هیده‌یوشی، به‌سرعت نیروهای ژاپنی را از کره بازگردانده و به این جنگ بی‌حاصل پایان داد. همچنین نمایندگان دو کشور چندین بار در تسوشیما به گفتگو پرداختند تا سرانجام با عقد قراردادی روابط بازرگانی را بار دیگر آغاز کردند. پس از آن ایه‌یاسو روابط با پادشاهی ریوکیو (استان اوکیناوای کنونی) را بهبود بخشید. اما موفق به بهبود روابط دیپلماتیکی و تجاری با دودمان مینگ که در چین قدرت را در دست داشتند، نشد.
روابط با پرتغال و اسپانیا
هرچند از ۱۵۸۷ و در زمان حیات هیده‌یوشی دستور اخراج مبلغان مسیحی صادر شده بود؛ اما این امر تأثیری بر روابط تجاری ژاپن با دیگر کشورها نداشت. در زمان ایه‌یاسو کشتی‌های پرتغالی به عنوان واسطه‌ای بین چین و ژاپن که رابطه رسمی با یکدیگر نداشتند، عمل کرده و کالاهای دو کشور را حمل کرده و به فروش می‌رساندند. در این زمان ژاپن، مکزیک و پرو جزء مراکز عمده استخراج نقره محسوب می‌شدند.
روابط با هلند و انگلستان
در سال ۱۶۰۰ و چند ماه قبل از نبرد سکیگاهارا، ناخدای پروتستان انگلیسی به نام ویلیام آدامز که کارمند هلندی‌ها بود، با کشتی لیفده و برای به دست آوردن نقره به ژاپن رسید. ایه‌یاسو اجازه مخصوصی بابت تجارت به هلندی‌ها داد و آن‌ها دفتری برای اهداف تجاری در هیرادو (ناگاساکی) وابسته به کمپانی هند شرقی هلند ایجاد کردند. در سال ۱۶۱۳ دفتر تجاری کمپانی هند شرقی بریتانیا در هیرادو (ناگاساکی) تأسیس شد. ویلیام آدامز انگلیسی تا زمان مرگ ایه‌یاسو در سال ۱۶۱۷ به عنوان مشاور ایه‌یاسو در رابطه با جهان غرب به او خدمت می‌کرد.

#### در ارتباط بابوداگرایی
خاندان ایه‌یاسو به فرقهٔ جُودُو معتقد بودند، اما خود او در اثر آشنایی با راهبی به نام تنکای به یکی دیگر از فرقه‌های بودایی به نام فرقهٔ تندای گرایش پیدا کرده بود؛ اما در نهایت این گرایش منجر به گرویدن او به فرقهٔ تندای نشد. در طول حکمرانی ایه‌یاسو هر دو فرقهٔ جُودُو و تندای تحت حمایت او قرار داشتند.
مردمی‌ترین دین بودایی آن عصر، فرقهٔ بودایی شین بودیسم (جُودُو شین-هونگانجی شین‌بودیسم)، برای خود ارتش عظیمی از دهقانان و کشاورزان جمع کرده بود که نوبوناگا در سال ۱۵۸۰ آن‌ها را شکست داد. این فرقه سپس در سال ۱۶۹۳ تحت تأثیر سیاست ایه‌یاسو، دو دسته شد و به دو شاخهٔ هونگانجی غربی و شرقی تقسیم شد و بدین ترتیب وحدت و یکپارچگی این گروه بودایی از دست رفت. شوگون‌های توکوگاوا، طبق سیاست ایه‌یاسو، نظارت و کنترل بر مدارس فلسفی–دینی اندیشمندان را آغاز کردند، به امید اینکه بتوانند تحولات و ایدئولوژی‌های جدید را کنترل کنند.
در کنار رویداد سیاسی اوضاع و احوال فکری آن عصر قرار داشت؛ در قرن شانزدهم راهبان بودایی ژاپنی که برای مطالعه به چین رفته بودند، آثاری در مورد مکتب نو کنفوسیوسی که در آن ایام در چین به شهرت رسیده بود با خود به همراه آوردند. هایاشی رازان (۱۶۵۷–۱۵۸۳) اولین دانشمند نو کنفوسیوسی بود که به عنوان مشاور ایه‌یاسو در امور مذهبی درآمد و به‌تدریج این مکتب جدید مورد توجه شوگون‌سالاری توکوگاوا قرار گرفت. در مکتب نو کنفوسیوسی از ایدهٔ ایفای نقش مناسب هر فرد در یک جامعهٔ مبتنی بر سلسله مراتب اجتماعی و سیاسی حمایت می‌شد. در حالی که در مکتب بودایی، از لحاظ نظری و نه همواره در عمل، هریک از افراد بشر، بدون توجه به مرتبه اجتماعی و هرگونه تمایز دیگر در بصیرت بودایی، سهیم شمرده می‌شدند.

#### در ارتباط با مسیحیت
مسیحیت در غالب کلیسای کاتولیک وقتی به ژاپن وارد شد، دین بودایی دستخوش فساد و تباهی شده بود و روحانیان بودایی و پیروان آن چنان قدرتمند و خودسر شده بودند که اودا نوبوناگا در برنامهٔ خود برای اتحاد ژاپن، آنان را عناصری مخرب به حساب آورد و به‌طور کلی به بودیسم اعلام جنگ داد. او از مسیحیت به عنوان رقیبی مناسب در برابر نفوذ بودیسم، جانبداری کرد و لذا دست مبلغان مسیحی را در تبلیغ باز گذاشت. چندان طول نکشید که بوداییان به این نتیجه رسیدند که مسیحیان ادیان دیگر را فرودست می‌پندارند و مصمم به مسیحی کردن همهٔ ملت ژاپن هستند. پس نتوانستند در برابر آن ساکت بنشینند. عامل دیگری که به سقوط نهضت مسیحیت در ژاپن منجر شد، دشمنی و رقابت‌های مبلغان متعلق به کشورهای مختلف با یکدیگر بود که این نفاق به‌تدریج در عناصر خارجی مقیم در ژاپن نیز آشکار شد. هیده‌یوشی و ایه‌یاسو مایل نبودند تا مجادلات خارجی که می‌توانست به برنامهٔ متحدسازی لطمه وارد کند، به سرزمین ژاپن راه یابد و آن را عامل دودستگی و نفاق می‌دانستند، آن‌ها همچنین از جاه‌طلبی‌های ارضی اسپانیا نگران بودند. در سال ۱۵۸۷ ترویج و انتشار مسیحیت به دستور هیده‌یوشی ممنوع شد و از مبلغان خارجی خواسته شد ژاپن را ترک کنند.
در ۲۱ آوریل ۱۶۱۲، در پی حادثه اوکاموتو دایهاچی و به دلیل اینکه عوامل درگیر این حادثه همه مسیحی بودند، ایه‌یاسو ابتدا در مناطقی که تحت کنترل مستقیم شوگون‌سالاری اداره می‌شدند؛ مانند شهر سونپو (مقر ایه‌یاسو)، ادو، کیوتو و غیره مسیحیت را ممنوع اعلام کرد و پس از آن در ۲۸ ژانویه سال ۱۶۱۳، فرمان ممنوعیت مسیحیت را در سراسر ژاپن صادر کرد.

## مرگ

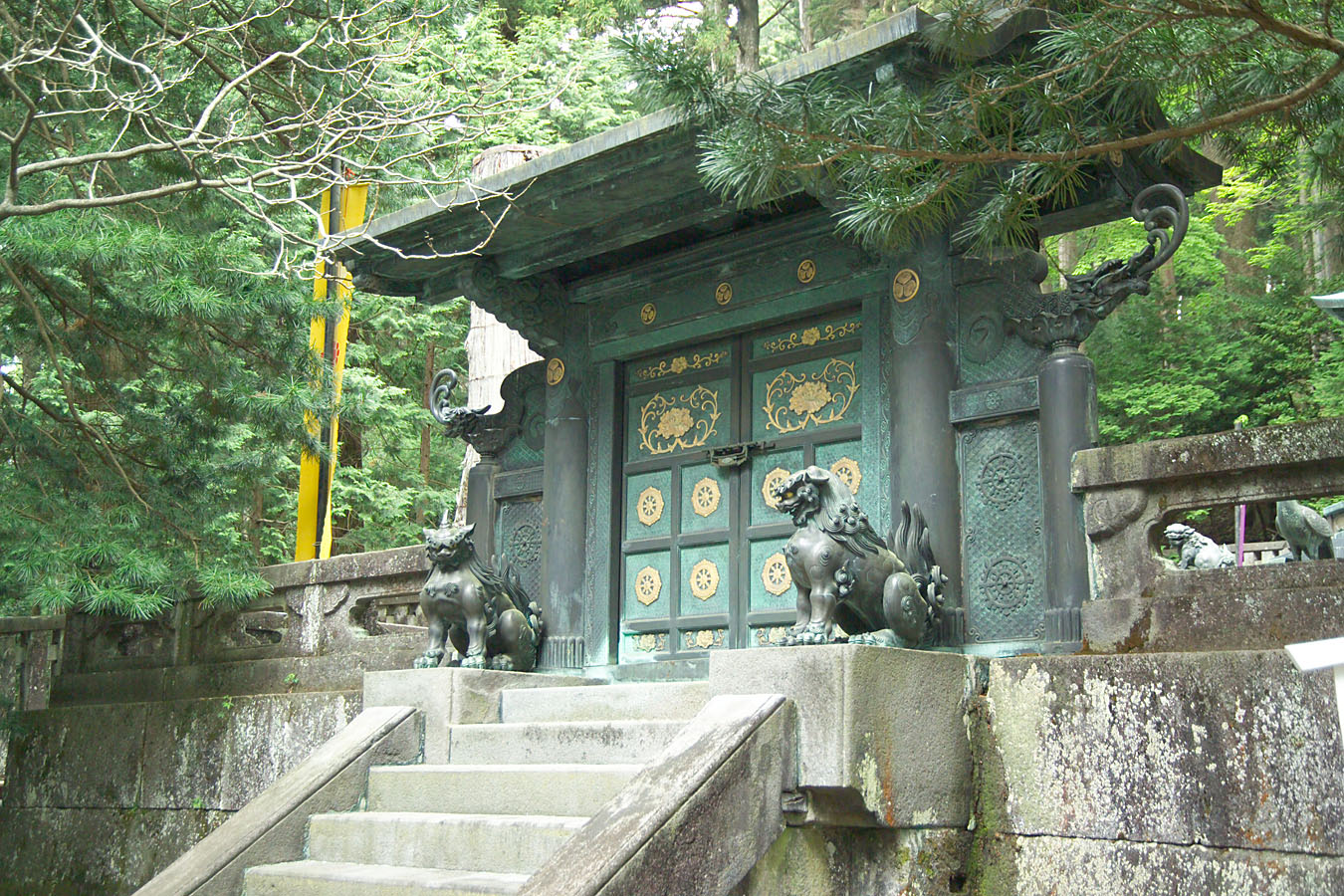
مقبره توکوگاوا ایه‌یاسو در توشوگو

در سال ۱۶۱۶، ایه‌یاسو در ۷۳ سالگی درگذشت. علت مرگ او به‌درستی مشخص نیست. گمان می‌رود علت مرگ او سرطان معده باشد. اولین شوگون خاندان توکوگاوا را پس از مرگ با نام «توشو دای‌گونگن» یاد کردند که به معنای «گونگن بزرگ» است. (پیشوند «دای» به معنی بزرگ است) گونگن به عنوان بودایی شمرده می‌شود که در هیبت یک روح بر روی زمین ظاهر می‌شود تا مردم را به رستگاری برساند. در زمان حیات ایه‌یاسو تأکید داشت تا پس از مرگ به این عنوان نامیده شود. خاکسترش را نخست در آرامگاهی به نام کونوزان توشو در استان شیزوئوکا امروزی دفن کردند. سپس در اولین سالگرد مرگ او خاکسترش را در معبد نیکو توشو در شهر نیکو، در استان توچیگی دفن کردند که تا به امروز در آنجا باقی مانده است. شیوه معماری آرامگاه وی به نام گونگن-زوکوری مشهور است که به معنی شیوهٔ گونگن است.

## شخصیت
ایه‌یاسو در زمینه مهارت‌های رزمی مانند کن‌جوتسو، هوجوتسو، تیراندازی با کمان، سوارکاری و شنای ژاپنی از برجستگان دوران خود بود. او به سلامتی خود بسیار اهمیت می‌داد و هرکاری را که لازم می‌دانست، برای افزایش طول عمر خود انجام می‌داد. هرگز در خوردن الکل افراط نمی‌کرد. پرداختن به اسب‌سواری، تیراندازی با کمان، تیراندازی با تفنگ، شمشیربازی و شنا جزو فعالیت‌های هرروزهٔ او بود. تا سن ۶۹ سالگی در رودخانه شنا می‌کرد و تا ۷۰ سالگی به خوبی می‌توانست پرندگان را هدف بگیرد و شکار کند. او در زمینهٔ داروی خام در حد یک متخصص آگاهی داشت و به غیر از منابع ژاپنی، رساله‌های داروسازی چینی مانند پن تسائو کانگ مو را نیز مطالعه کرده بود.
سرگرمی مورد علاقه ایه‌یاسو شکار با باز (بازداری) بود. او این کار را به عنوان تمرینی مناسب برای یک جنگجو می‌پنداشت. ایه‌یاسو علاقهٔ شدیدی به آموزش و مطالعه داشت. این دلبستگی به یادگیری از نیمه دوم عمر او بیشتر خود را نشان می‌دهد. او از استادان در زمینه‌های گوناگون دعوت می‌کرد نزد او بیایند و به او آموزش دهند. ایه‌یاسو پس از بازنشستگی به قلعه سونپو بازگشت. او در کتابخانه این قلعه ده هزار جلد کتاب از سراسر ژاپن جمع‌آوری کرده بود. او دستور داد در ادو مدارسی برای تعلیم کودکان احداث شود و به پیروی از او، دایمیوها نیز در املاک خود شروع به احداث مدارس کردند.

## آثار مربوط
رمان
- یامائوکا سوهاچی توکوگاوا ایه‌یاسو[۹۰]
- شیبا ریوتارو سکیگاهارا
- شیبا ریوتارو جوسای
- شیبا ریوتارو هائو نو ایه[۹۱]

فیلم سینمایی
- داستان آوازهٔ توکوگاوا (۱۹۱۱) کارگردان: ماکینو شوزو
- توکوگاوا ایه‌یاسو (فیلم ۱۹۱۹) (۱۹۱۹) بازیگر نقش: اونوئه ماتسونوسوکه
- توکوگاوا ایه‌یاسو (۱۹۶۵) بازیگر نقش: کینیا کیتااوجی، کارگردان: ایتو دایسوکه[۹۲]

فیلم‌های تلویزیونی
- سکیگاهارا (۱۹۸۱) شبکه تلویزیونی تی‌بی‌اس
- توکوگاوا ایه‌یاسو (درام تلویزیونی ۱۹۶۴) (۱۹۶۴) تی‌وی آساهی
- توکوگاوا ایه‌یاسو (۱۹۸۳) مجموعه تلویزیونی تایگا
- توکوگاوا ایه‌یاسو (۱۹۸۸) شبکه تلویزیونی تی‌بی‌اس
- توکوگاوا ایه‌یاسو پیروز نبردهای سنگوکو (۱۹۹۲) تی‌وی آساهی
- کاگه‌موشا توکوگاوا ایه‌یاسو (۱۹۹۸) تی‌وی آساهی
- آئویی توکوگاوا ساندای (۲۰۰۰) مجموعه تلویزیونی تایگا
- توکوگاوا ایه‌یاسو و سه زن (۲۰۰۸) تی‌وی آساهی
- گو:شاهزاده خانم‌های سنگوکو (۲۰۱۱) مجموعه تلویزیونی تایگا
- کاگه‌موشا توکوگاوا ایه‌یاسو (۲۰۱۴) تی‌وی توکیو
- سانادا مارو (۲۰۱۶) مجموعه تلویزیونی تایگا[۹۳]
- ایه‌یاسو، چه خواهی کرد؟ (۲۰۲۳) مجموعه تلویزیونی تایگا[۹۴]

پویانمایی
- شونن توکوگاوا ایه‌یاسو (۱۹۹۲)[۹۵]

بازی‌های کامپیوتری
- سنگوکو تایسن (۱۹۹۲)[۹۶]
- سری سنگوکو باسارا (۱۹۹۲)[۹۷]

## در فرهنگ عامه

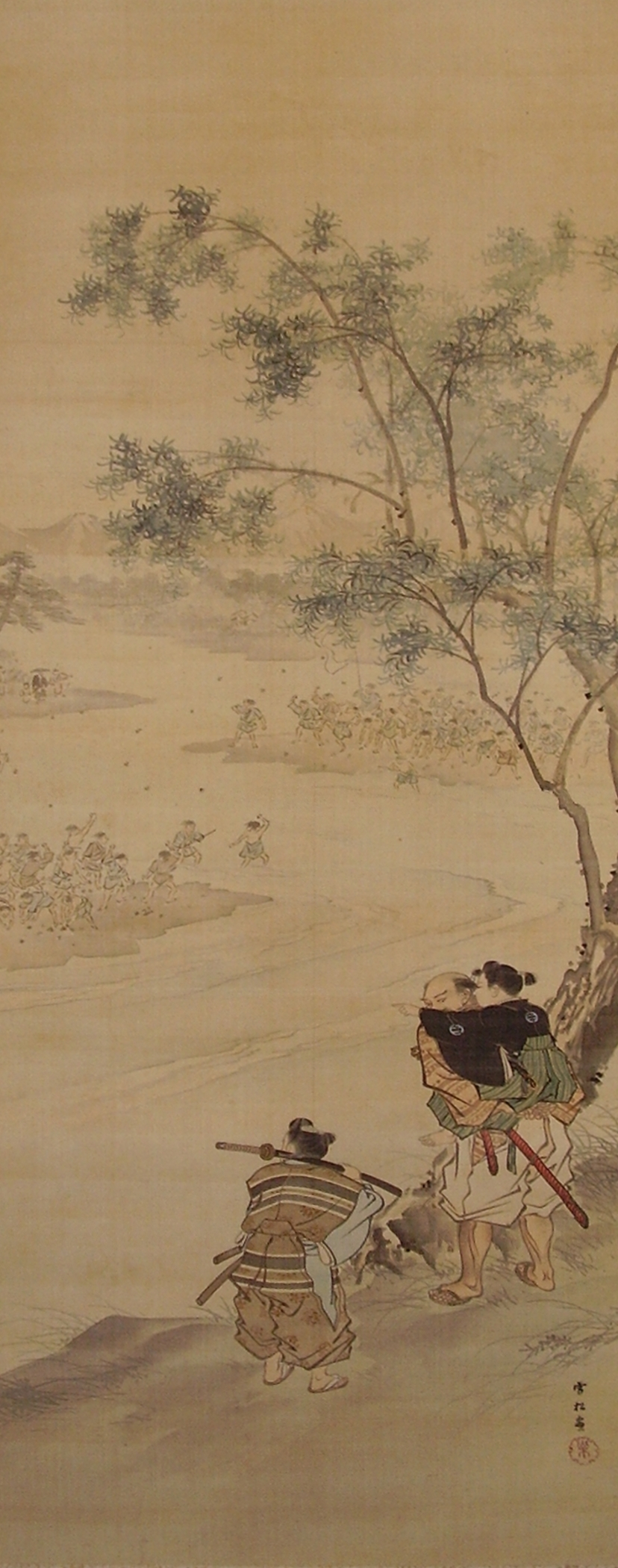
تصویری نقاشی‌شده از ایه‌یاسو و پیش‌بینی او در مورد گروه برنده در بازی سنگ‌اندازی

### داستانی از دوران کودکی
از دوران کودکی ایه‌یاسو نقل می‌شود که روزی با خدمه خود برای گردش به کنار رود آبه در سونپو می‌رود. در آنجا مشغول دیدن بازی سنگ‌اندازی کودکانی می‌شود که به دو گروه تقسیم شده و به‌طرف هم سنگ می‌انداختند. همراهان او نظر می‌دهند که نتیجهٔ این بازی از حالا مشخص است چون تعداد بچه‌های یک گروه دو برابر گروه مقابل است و همان گروهی برنده می‌شود که بزرگتر است. اما ایه‌یاسو توجه آن‌ها را به نحوه بازی گروه کوچکتر جلب می‌کند و می‌گوید گروهی که کوچکتر است، هم بیشتر تلاش می‌کنند هم همبستگی بیشتری با هم دارند. گروه کوچکتر برنده خواهد شد. در پایان بازی پیش‌بینی او درست از آب درآمده و به‌خاطر تیزبینی مورد تحسین همراهانش قرار می‌گیرد.

### لقب
لقبی که مخالفان ایه‌یاسو در زمان حیات به او داده بودند، تانوکی اویاجی (به معنای روباه مکار) بود.

### بدل
فرضیه جابه‌جایی ایه‌یاسو با بدل خود به‌طورکلی به دو دسته یکی جابجایی در زمان جوانی و دیگری در زمان پیری او تقسیم می‌شود. فرضیه جابجایی ایه‌یاسو با بدل در زمان جوانی برای اولین بار در داستانی در سال ۱۹۰۲ توسط «موراایکا سوایچیرو» (۱۸۵۰–۱۹۳۲) مطرح شده‌است. طبق این نظریه ایه‌یاسو در جوانی توسط خدمه خود کشته شده و از این پس فرد دیگری به عنوان بدل جای او را گرفته‌است. ریو کی‌ایچیرو (۱۹۲۳–۱۹۸۹) داستان کاگه‌موشا توکوگاوا ایه‌یاسو (کاگه‌موشا به معنی بدل) را در سال ۱۹۸۹ به چاپ رساند. در رمان او ایه‌یاسو در سال ۱۶۰۰ در نبرد سکیگاهارا کشته می‌شود و از آن پس جای خود را به بدل خود می‌دهد. دلیل جابجایی او با بدل بعد از این نبرد تغییر رفتار محسوس او ذکر شده‌است. ایه‌یاسو که تا قبل از نبرد نسبت به کودکان خود سرد و کم توجه بود، بعد از نبرد تغییر کرده و به کودکانش به‌خصوص سه پسر آخرش ابراز علاقه نشان می‌داد.

## ارزیابی تاریخی
ایه‌یاسو به عنوان بنیان‌گذار شوگون‌سالاری توکوگاوا در دوره ادو به‌قدری منزلت بالایی پیدا کرده بود که به صورت یک کامی (ایزد در دین شینتو) درآمده و مورد عبادت مردم بود اما در ژاپن معاصر ایه‌یاسو با این که فاتح جنگ‌های دوره سنگوکو به‌شمار می‌آید، محبوبیت کمتری نسبت به دیگر قهرمانان این دوره تاریخی نظیر اودا نوبوناگا، تویوتومی هیده‌یوشی، سانادا یوکیمورا، تاکدا شینگن و داته ماسامونه در بین مردم ژاپن دارد. ریوجی یاماگیشی باستان‌شناس ژاپنی چهار علت برای عدم محبوبیت نسبی ایه‌یاسو ذکر کرده‌است، نخست اینکه مردم ژاپن قهرمانانی را دوست دارند که مانند اودا نوبوناگا و سانادا یوکیمورا قهرمانانه و با غرور در میدان جنگ به نبرد خود ادامه داده و به سوی مرگ تراژیک خود می‌روند. در صورتی که ایه‌یاسو در نبرد میکاتاگاهارا با گذاشتن سپاهیانش در مهلکه پشت به میدان جنگ کرده و به طرف قلعه خود گریخت تا بتواند جانش را نجات دهد. دومین دلیل، عدم تعهد به پیوند و بی‌عاطفگی ایه‌یاسو است. او در حالی که تا پیش از نبرد اوکه‌هازاما تابع خاندان ایماگاوا بود، پس از این که اودا نوبوناگا این خاندان را شکست داد، با نوبوناگا پیمان وحدت بست. پس از مرگ نوبوناگا با جانشین او هیده‌یوشی پیمان بست اما به دنبال مرگ هیده‌یوشی، در محاصره اوساکا خاندان وی را نابود کرد. سومین دلیل اینست که ایه‌یاسو برای رسیدن به هدف هر روشی را جایز می‌دانست و مکر نیز یکی از این روش‌ها بود، به همین علت به تانوکی‌اویاجی (به معنای روباه مکار) شهرت داشت. دلیل آخری که ریوجی یاماگیشی برای عدم محبوبیت نسبی ایه‌یاسو ذکر می‌کند، دلیل روانشناسی و حسادت مردم نسبت به افراد بسیار موفق است و ایه‌یاسو یکی از موفق‌ترین مردان تاریخ ژاپن به‌شمار می‌آید. سامورایی‌ای که به اندازهٔ ایه‌یاسو در مورد تاریخ ژاپن مطالعه و آگاهی داشته باشد، بسیار نادر است. ایه‌یاسو نظامی را ایجاد کرد که در سایهٔ آن در حدود ۲۶۰ سال مردم ژاپن در صلح و آرامش نسبی زندگی کردند و موجب به وجود آمدن یک فرهنگ پیشرفته و منحصر به فرد در کشور ژاپن شد.
همواره محبوبیت ایه‌یاسو با هیده‌یوشی در کتاب‌های مختلف مقایسه شده‌است. بعد از دوره ادو تا پایان جنگ جهانی دوم همواره میزان محبوبیت هیده‌یوشی در بین مردم بسیار فراتر از ایه‌یاسو قرار داشت و تهاجم هیده‌یوشی به کره به علت گرایش به نظامی‌گری و توسعه‌طلبی ژاپن پیش از جنگ جهانی دوم مورد تحسین بود. پس از شکست ژاپن در جنگ، یامائوکا سوهاچی رمان پرفروش ۲۶ جلدی توکوگاوا ایه‌یاسو را نوشت و چهره‌ای نسبتاً صلح‌جو از ایه‌یاسو ارائه کرد. این رمان عاملی برای تجدید نظر مردم در قبال ایه‌یاسو و افزایش محبوبیت او شد.

## فرزندان و وارثان

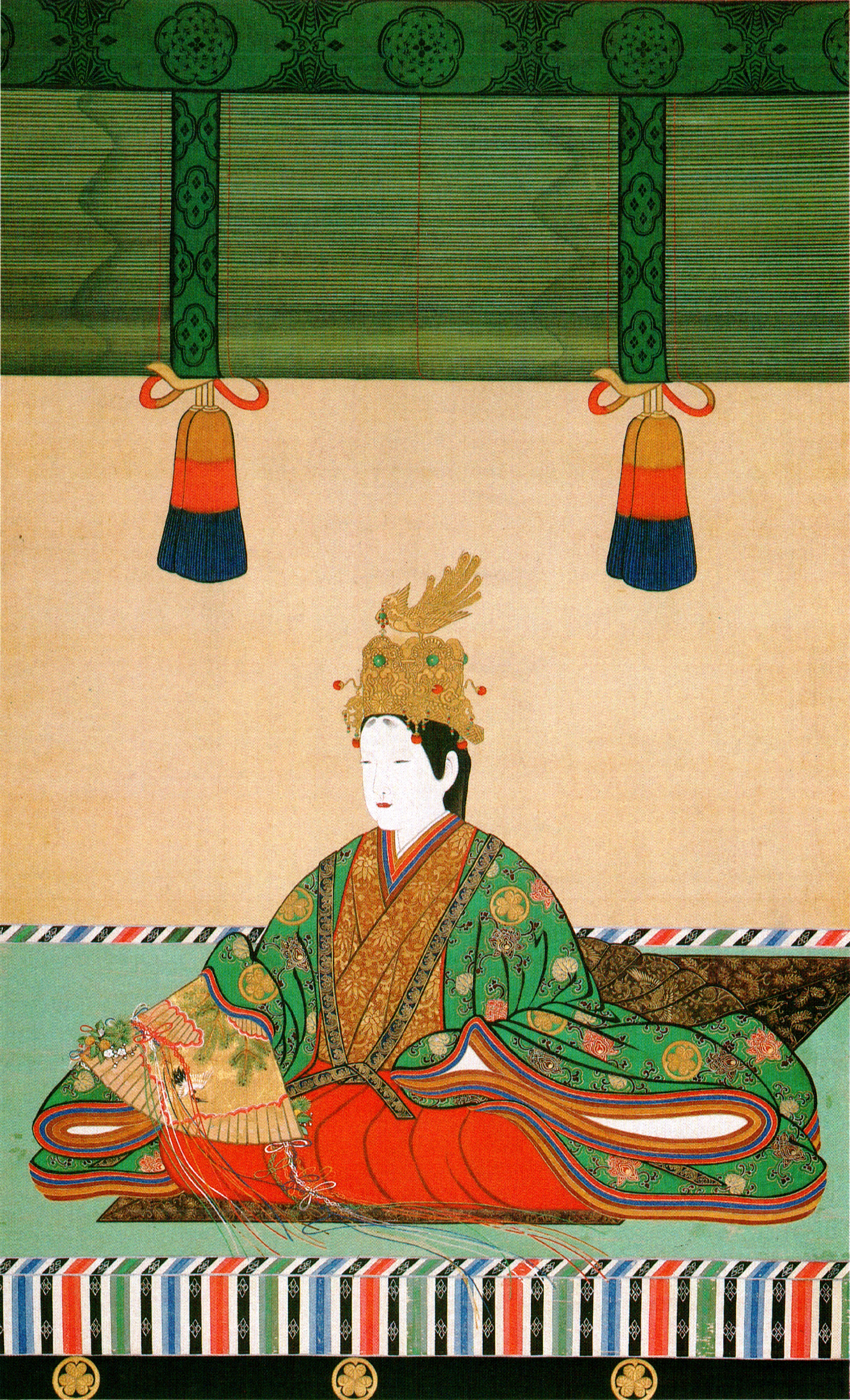
تصویر توکوگاوا ماساکو نوهٔ ایه‌یاسو و همسر اصلی امپراتور گومیزونو.

نخست در سن ۱۶ سالگی با تسوکی‌یاما-دونو، به عنوان سِی‌شیتسو (همسر اصلی) ازدواج کرد. پس از اعدام همسر اولش، ایه‌یاسو در ۴۵ سالگی با خواهر تویوتومی هیده‌یوشی به‌نام آساهی هیمه ازدواج کرد. او همچنین ۱۹–۱۵ زن سُوکُوشیتسو (همسر غیراصلی) داشت و از همسران خود صاحب ۱۱ پسر و ۵ دختر شد. ۱۱ پسر ایه‌یاسو عبارت بودند از:
ماتسودایرا نوبویاسو، یوکی هیده‌یاسو، توکوگاوا هیده‌تادا، ماتسودایرا تادایوشی، تاکدا نوبویوشی، ماتسودایرا تاداترو، ماتسوچییو، سنچییو، توکوگاوا یوشینائو، توکوگاوا یورینوبو و توکوگاوا یوریفوسا (دو پسری که نام خانوادگی ندارند قبل از رسیدن به بزرگسالی درگذشتند.)
دخترانش کامه هیمه، توکو هیمه، فوری‌هیمه، ماتسوهیمه و ایچی‌هیمه نام داشتند. دومین دخترش توکو هیمه با هوجو اوجینائو آخرین رهبر خاندان هوجوی اخیر ازدواج کرد.
پسر و جانشین ایه‌یاسو، به‌نام توکوگاوا هیده‌تادا با اوایو خواهرزادهٔ اودا نوبوناگا ازدواج کرد و صاحب دو پسر به نام‌های توکوگاوا ایه‌میتسو و توکوگاوا تاداناگا شد. همچنین یکی از دختران او به‌نام توکوگاوا ماساکو به ازدواج امپراتور گومیزونو درآمد.

## گاهشماری رویدادها
| سال  | ماه و روز گاهشماری ژاپنی                                                           | رویداد |
| ۱۵۴۲ | ۱۲–۲۶                                                                              | تولد ایه‌یاسو در قلعه اوکازاکی در ولایت میکاوا با نام «ماتسودایرا تاکه‌چیو»                                    |
| ۱۵۴۴ |                                                                                    | جدایی از مادرش، اودای-نو-کاتا به علت طلاق والدین                                                             |
| ۱۵۴۷ | ماه هشتم                                                                           | ربوده شدن و گروگانی در خاندان اودا                                                                           |
| ۱۵۴۹ | ۱۱–۹                                                                               | گروگان گرفتن اودا نوبوهیرو، پسر ارشد رهبر خاندان اودا، توسط سسای تایگن عموی ایماگاوا یوشیموتو                |
| ۱۵۴۹ | ماه دوازدهم                                                                        | معاوضه گروگان‌های خاندان اودا و خاندان ایماگاوا، در نتیجه به گروگان درآمدن ایه‌یاسو در خاندان ایماگاوا         |
| ۱۵۵۱ | ماه سوم                                                                            | مرگ رهبر خاندان اودا اودا نوبوهیده و جانشینی پسرش اودا نوبوناگا                                              |
| ۱۵۵۵ |                                                                                    | تغییر نام کودکی، به «ماتسودایرا موتونوبو»، پس از رسیدن به سن بلوغ                                            |
| ۱۵۵۷ | ماه اول                                                                            | ازدواج با اولین همسرش، تسوکی‌یاما-دونو تغییر نام به «ماتسودایرا موتویاسو»                                     |
| ۱۵۵۸ | ماه دوم                                                                            | به دستور ایماگاوا یوشیموتو، شرکت برای نخستین بار در نبردی بنام محاصره ترابه در مصاف با خاندان اودا           |
| ۱۵۵۹ | ۳–۶                                                                                | تولد اولین پسرش بنام ماتسودایرا نوبویاسو                                                                     |
| ۱۵۶۰ | ۵–۱۲                                                                               | به تبعیت از ایماگاوا یوشیموتو شرکت در محاصره مارونه علیه خاندان اودا                                         |
| ۱۵۶۰ | ۵–۱۸                                                                               | شکست ایماگاوا یوشیموتو در نبرد اوکه‌هازاما، توسط اودا نوبوناگا                                                |
| ۱۵۶۰ | ۵–۱۹                                                                               | برگشت ایه‌یاسو به زادگاه خود و مقیم شدن در قلعه اوکازاکی                                                      |
| ۱۵۶۲ | ۵–۲۳                                                                               | بستن قرارداد وحدتی با اودا نوبوناگا نام «اتحاد کیوسو»                                                        |
| ۱۵۶۲ | ۲–۴                                                                                | رهایی دادن همسر و دو فرزندش که همچنان در سونپو گروگان باقی مانده بودند.                                      |
| ۱۵۶۳ | ماه هفتم                                                                           | تغییر نام به «ماتسودایرا ایه‌یاسو»                                                                            |
| ۱۵۶۳ | آغاز شورشی در ولایت میکاوا بنام میکاوا-ایکو-ایکی توسط هواداران فرقهٔ بودایی ایکو-شو | |
| ۱۵۶۴ | ماه نهم                                                                            | پایان دادن به شورش میکاوا-ایکو-ایکی با تنظیم قرارداد صلح                                                     |
| ۱۵۶۶ |                                                                                    | برگزیدن نام خانوادگی جدید «توکوگاوا» و نام کوچک «ایه‌یاسو»                                                    |
| ۱۵۶۷ | ماه پنجم                                                                           | ازدواج پسر ارشد ایه‌یاسو، ماتسودایرا نوبویاسو و دختر اودا نوبوناگا، توکوهیمه                                  |
| ۱۵۶۸ | ماه سوم                                                                            | تصرف ولایت توتومی که در اختیار خاندان ایماگاوا توسط نیروهای ایه‌یاسو                                          |
| ۱۵۶۸ | ماه دوازدهم                                                                        | نقل مکان ایه‌یاسو به قلعهٔ هاماماتسو در ولایت توتومی                                                           |
| ۱۵۷۰ | ماه چهارم                                                                          | پیوستن به اودا نوبوناگا در نبرد با خاندان آساکورا و حمله به ولایت اچیزن                                      |
| ۱۵۷۰ | ماه ششم                                                                            | شرکت در نبرد آنه‌گاوا به همراه نوبوناگا و پیروزی علیه خاندان آساکورا و خاندان آزای                            |
| ۱۵۷۰ | ماه دهم                                                                            | بستن پیمان اتحاد با دشمن خاندان تاکدا، اوئسوگی کنشین                                                         |
| ۱۵۷۲ | ۱۲–۲۲                                                                              | شکست در نبرد میکاتاگاهارا در برابر تاکدا شینگن                                                               |
| ۱۵۷۳ | ۴–۱۲                                                                               | مرگ تاکدا شینگن                                                                                              |
| ۱۵۷۴ | ۲–۸                                                                                | تولد دومین پسرش یوکی هیده‌یاسو از همسر غیراصلی‌اش                                                              |
| ۱۵۷۵ | ماه پنجم                                                                           | پیروزی بر تاکدا کاتسویوری در نبرد ناگاشینو با پشتیبانی نوبوناگا                                              |
| ۱۵۷۹ | ۴–۷                                                                                | تولد سومین پسر توکوگاوا هیده‌تادا از همسر غیراصلی‌اش                                                           |
| ۱۵۷۹ | ماه هشتم                                                                           | کشتن همسر اصلی تسوکی‌یاما-دونو، به دستور نوبوناگا                                                             |
| ۱۵۷۹ | ماه نهم                                                                            | دادن دستور هاراکیری به پسر ارشدش ماتسودایرا نوبویاسو                                                         |
| ۱۵۸۲ | ماه سوم                                                                            | شرکت با سپاه مشترک نوبوناگا در نبرد تنموکوزان و پیروزی نهایی بر خاندان تاکدا                                 |
| ۱۵۸۲ | ۳–۲۹                                                                               | اهدای ولایت سوروگا از طرف نوبوناگا                                                                           |
| ۱۵۸۲ | ۳–۱۵                                                                               | دیدار با نوبوناگا در قلعه آزوچی                                                                              |
| ۱۵۸۲ | ۶–۲                                                                                | خودکشی اجباری نوبوناگا در پی حمله آکچی میتسوهیده به معبد هوننو                                               |
| ۱۵۸۲ | ۶–۱۳                                                                               | شروع درگیری‌ها در ارتباط با جانشینی نوبوناگا، کشته شدن آکچی میتسوهیده در نبرد یامازاکی توسط تویوتومی هیده‌یوشی |
| ۱۵۸۳ | ۴–۲۰                                                                               | شکست ژنرال ارشد نوبوناگا، شیباتا کاتسوایه، توسط تویوتومی هیده‌یوشی در نبرد شیزوگاتاکه                         |
| ۱۵۸۳ | ماه دوازدهم                                                                        | ضمیمه شدن دو ولایت کای و شینانو به تیول ایه‌یاسو                                                              |
| ۱۵۸۴ | ماه سوم                                                                            | لشکرکشی به ولایت اُواری برای پشتیبانی از جانشینی پسر دوم نوبوناگا، اودا نوبوکاتسو، در مقابل هیده‌یوشی          |
| ۱۵۸۴ | ماه چهارم                                                                          | قرار گرفتن در نبرد کوماکی و ناگاکوته در مقابل تویوتومی هیده‌یوشی                                              |
| ۱۵۸۴ | ۴–۹                                                                                | پیروزی بر سپاه هیده‌یوشی در نبرد ناگاکوته                                                                     |
| ۱۵۸۴ | ماه یازدهم                                                                         | صلح بین هیده‌یوشی و اودا نوبوکاتسو، پذیرفتن جانشینی هیده‌یوشی توسط پسر نوبوناگا                                |
| ۱۵۸۴ | ماه دوازدهم                                                                        | صلح با هیده‌یوشی و فرستادن پسر دوم یوکی هیده‌یاسو به عنوان فرزندخوانده به نزد هیده‌یوشی                         |
| ۱۵۸۵ | ۷–۱۱                                                                               | کانپاکو شدن تویوتومی هیده‌یوشی                                                                                |
| ۱۵۸۵ | ماه یازدهم                                                                         | رد کردن درخواست تویوتومی هیده‌یوشی برای رفتن به نزد او توسط ایه‌یاسو                                           |
| ۱۵۸۶ | ۵–۱۴                                                                               | ازدواج با خواهر هیده‌یوشی، آساهی هیمه                                                                         |
| ۱۵۸۶ | ۱۰–۱۸                                                                              | آمدن مادر هیده‌یوشی اوماندوکورو به عنوان گروگان به نزد ایه‌یاسو                                                |
| ۱۵۸۶ | ۱۰–۲۷                                                                              | پذیرفتن تبعیت از هیده‌یوشی توسط ایه‌یاسو                                                                       |
| ۱۵۸۹ | ماه اول                                                                            | مرگ آساهی هیمه                                                                                               |
| ۱۵۹۰ | ماه دوم                                                                            | لشکرکشی جهت نبرد با خاندان هوجو محاصره اوداوارا و شکست خاندان هوجو                                           |
| ۱۵۹۰ | ۸–۱                                                                                | مهاجرت به ادو                                                                                                |
| ۱۵۹۲ | ماه سوم                                                                            | آغاز اولین دور از تهاجم هیده‌یوشی به کره                                                                      |
| ۱۵۹۵ | ماه هفتم                                                                           | امضای پیمان‌نامه پشتیبانی از تویوتومی هیده‌یوری                                                                |
| ۱۵۹۷ | ماه دوم                                                                            | آغاز دور دوم حمله هیده‌یوشی به کره                                                                            |
| ۱۵۹۸ | ۸–۱۸                                                                               | مرگ هیده‌یوشی                                                                                                 |
| ۱۵۹۹ | ماه اول                                                                            | ازدواج پسر ایه‌یاسو با دختر داته ماسامونه، برخلاف وصیت هیده‌یوشی مبنی بر ممنوعیت ازدواج بین دایمیوها           |
| ۱۵۹۹ | ماه سوم                                                                            | مرگ مائدا توشی‌ایه عضو بانفوذ شورای حکمرانی                                                                   |
| ۱۶۰۰ | ماه سوم                                                                            | دیدار با ویلیام آدامز انگلیسی                                                                                |
| ۱۶۰۰ | ۴–۱                                                                                | درخواست از اوئسوگی کاگه‌کاتسو برای آمدن به پایتخت و ارائه توضیحات برای تدارک نظامی                            |
| ۱۶۰۰ | ۶–۱۶                                                                               | لشکرکشی به آیزو جهت نبرد با اوئسوگی کاگه‌کاتسو                                                                |
| ۱۶۰۰ | ۸–۱                                                                                | لشکرکشی ایشیدا میتسوناری به قلعه فوشیمی و سقوط قلعه                                                          |
| ۱۶۰۰ | ۸–۵                                                                                | آگاهی ایه‌یاسو از لشکرکشی میتسوناری و بازگشت از نیمه راه به قلعه ادو                                          |
| ۱۶۰۰ | ۹–۱                                                                                | حرکت از قلعه ادو جهت نبرد با سپاه غربی به رهبری میتسوناری                                                    |
| ۱۶۰۰ | ۹–۱۵                                                                               | پیروزی سپاه شرقی به رهبری ایه‌یاسو در نبرد سکیگاهارا                                                          |
| ۱۶۰۰ | ۹–۲۷                                                                               | ورود به قلعه اوساکا                                                                                          |
| ۱۶۰۲ | ماه یازدهم                                                                         | به تبعیت درآمدن شیمازو تاداتسونه، دایمیوی قدرتمند قلمروی ساتسوما                                             |
| ۱۶۰۳ | ۲–۱۲                                                                               | دریافت عنوان شوگون به‌طور رسمی                                                                                |
| ۱۶۰۳ | ماه هفتم                                                                           | ازدواج نوهٔ ایه‌یاسو سن هیمه با تویوتومی هیده‌یوری                                                              |
| ۱۶۰۴ |                                                                                    | آغاز گسترش و ساخت و ساز قلعه ادو                                                                             |
| ۱۶۰۵ | ماه چهارم                                                                          | تفویض مقام شوگونی به پسر سومش توکوگاوا هیده‌تادا                                                              |
| ۱۶۰۷ |                                                                                    | بهبود روابط با کشور کره                                                                                      |
| ۱۶۰۹ | ماه نهم                                                                            | گفتگو با نمایندگان هلند و بازگشایی دفتر بازرگانی کمپانی هند شرقی هلند در هیرادو، ناگاساکی                    |
| ۱۶۱۱ | ۳–۲۸                                                                               | دیدار با تویوتومی هیده‌یوری                                                                                   |
| ۱۶۱۲ |                                                                                    | اعلام ممنوعیت مسیحیت در مناطق تحت کنترل مستقیم خاندان توکوگاوا                                               |
| ۱۶۱۳ |                                                                                    | بازگشایی دفتر بازرگانی کمپانی هند شرقی بریتانیا در هیرادو، ناگاساکی                                          |
| ۱۶۱۳ | اعلام ممنوعیت مسیحیت در سراسر ژاپن                                                 | |
| ۱۶۱۴ | ۷–۲۱                                                                               | اعتراض ایه‌یاسو بخاطر حکاکی‌های ناقوس معبد هوکو در کیوتو به خاندان تویوتومی                                    |
| ۱۶۱۴ | ۱۰–۱                                                                               | آغاز محاصره زمستانی اوساکا                                                                                   |
| ۱۶۱۴ | ۱۲–۱۹                                                                              | بستن قرارداد صلح با هیده‌یوری و پایان محاصره زمستانی اوساکا                                                   |
| ۱۶۱۵ | ۴–۵                                                                                | آغاز محاصره تابستانی اوساکا                                                                                  |
| ۱۶۱۵ | ۵–۶                                                                                | شکست خاندان تویوتومی در نبرد معبد دومیو                                                                      |
| ۱۶۱۵ | ۵–۷                                                                                | مرگ سانادا یوکیمورا از فرماندهان سپاه خاندان تویوتومی                                                        |
| ۱۶۱۵ | ۵–۸                                                                                | خودکشی تویوتومی هیده‌یوری و مادرش، پایان محاصره تابستانی اوساکا                                               |
| ۱۶۱۵ | ۷–۷                                                                                | صدور سندی به نام بوکه شوهاتّو در جهت کنترل سامورایی‌ها و دایمیوها                                              |
| ۱۶۱۵ | صدور سندی به نام کینچو نارابینی کوگه شوهاتّو در جهت کنترل امپراتور و دربار          | |
| ۱۶۱۶ | ۴–۱۷                                                                               | مرگ |

## منبع‌شناسی
- منابعی که توسط معاصران ایه‌یاسو نوشته شده‌است.
  - خاطرات ایه‌تادا؛ ماتسودایرا ایه‌تادا - شرح وقایع سال‌های مابین (۱۵۷۵-۱۵۹۴)[۱۱۵]
  - شینچو کوکی؛ اوتا گیوایچی - بیشتر در مورد وقایع مربوط به اودا نوبوناگا است اما به عنوان متحد نوبوناگا، در مورد ایه‌یاسو نیز مطلب بسیار دارد.[۱۱۶]
  - خاطرات هونکوکوکوشی؛ ایشین سودن[۱۱۷]
  - سونپوسیجی روکو؛ احتمالاً هایاشی رازان[۱۱۸]
  - تودایکی؛ احتمالاً ماتسودایرا تاداآکی - شرح وقایع سال‌های مابین (۱۵۷۰-۱۶۱۵)[۱۱۹]
  - میکاوا مونوگاتاری؛ اوکوبو تاداتاکا[۱۲۰]
- منابعی که از نظر تحقیقی ارزش بالایی دارند:
  - چویاکیوبون‌هوکو[۱۲۱]
  - توکوگاوا جیکی[۱۲۲]
  - مجموعه گاه‌شناسی توکوگاوا[۱۲۳]